# Otto von Bismarck
Otto Eduard Leopold von Bismarck-Schönhausen, príncipe de Bismarck y duque de Lauenburgo, (en alemán: Otto Fürst von Bismarck, Graf von Bismarck-Schönhausen, Herzog zu Lauenburg, pronunciado /ˈɔtoː fɔn ˈbɪsmaʁk/ (escucharⓘ)), más conocido como Otto von Bismarck (Schönhausen, 1 de abril de 1815-Friedrichsruh, 30 de julio de 1898), fue un estadista y político alemán, artífice de la unificación alemana y una de las figuras clave de las relaciones internacionales durante la segunda mitad del siglo XIX. Durante sus últimos años de vida, se le apodó el «Canciller de Hierro» por la determinación con la que perseguía sus objetivos políticos, fundamentalmente la creación y el mantenimiento de un sistema de alianzas internacionales que aseguraran la supremacía y seguridad del Imperio alemán.
Estudió Derecho y, a partir de 1835, trabajó en los tribunales de Berlín y Aquisgrán, actividad que abandonó tres años más tarde para dedicarse al cuidado de sus posesiones territoriales. En 1847 entró a formar parte del parlamento prusiano, donde muy pronto se convirtió en líder del ala conservadora. Se enfrentó duramente a la revolución de 1848 y por esa época comenzó a perfilar lo que sería su principal objetivo político: la unificación de Alemania y la creación del Reich desde preceptos autoritarios y antiparlamentarios. En 1862, tras ser nombrado ministro-presidente de Prusia, emprendió una importante reforma militar que le permitió disponer de un poderoso ejército para llevar a cabo sus planes de unificación alemana.
En 1864 consiguió arrebatar a Dinamarca los ducados de Lauenburgo, Schleswig y Holstein y, dos años más tarde, después de la guerra con Austria, consiguió la anexión de Hesse, Fráncfort, Hannover y Nassau, lo que dio lugar a la creación de la Confederación Alemana del Norte, con Bismarck como canciller. Por último, la guerra con Francia supuso la adhesión de Baviera, entre otros Estados y en 1871 se proclamó el Segundo Imperio alemán en el Palacio de Versalles de París. Bismarck fue designado ministro-presidente de Prusia y canciller. Durante los diecinueve años que se mantuvo en el poder, mantuvo una política conservadora, enfrentándose inicialmente a los católicos y combatiendo a la socialdemocracia. Fue también el organizador de la Triple Alianza, con Italia y Austria-Hungría, creada en 1882 para aislar a Francia.
La política interior de Bismarck se apoyó en un régimen de poder autoritario, a pesar de la apariencia constitucional y del sufragio universal destinado a neutralizar a las clases medias (Constitución federal de 1871). Inicialmente gobernó en coalición con los liberales, centrándose en contrarrestar la influencia de la Iglesia católica (Kulturkampf) y en favorecer los intereses de los grandes terratenientes mediante una política económica librecambista; en 1879 rompió con los liberales y se alió con el Partido del Centro católico, adoptando posturas proteccionistas que favorecieran el crecimiento industrial alemán. En esa segunda época centró sus esfuerzos en frenar el movimiento obrero alemán, al que ilegalizó aprobando las Leyes Antisocialistas, al tiempo que intentaba atraerse a los trabajadores con la legislación social más avanzada del momento.
En política exterior, se mostró prudente para consolidar la unidad alemana recién conquistada: por un lado, forjó un entramado de alianzas diplomáticas (con Austria, Rusia e Italia) destinado a aislar a Francia en previsión de su posible revancha; por otro, mantuvo a Alemania apartada de la vorágine imperialista que por entonces arrastraba al resto de las potencias europeas. Fue precisamente esta precaución frente a la carrera colonial la que le enfrentó con el nuevo emperador, Guillermo II (1888-1918), partidario de prolongar la ascensión de Alemania con la adquisición de un imperio ultramarino, asunto que provocó la caída de Bismarck en 1890. Al faltarle el apoyo del emperador Guillermo II, quien había subido al trono en 1888, Bismarck presentó su dimisión en 1890 y se retiró a vivir al campo.

## Genealogía

### Ascendencia
La familia Bismarck era de una familia de la antigua nobleza que antes de Otto von Bismarck no había dado ninguna personalidad relevante. Su padre, Karl Wilhelm Ferdinand von Bismarck (1771-1845), era un hacendado junker y antiguo General del Ejército prusiano. En 1806 se había casado con Luise Wilhelmine Mencken (1789-1839), una burguesa hija de un alto funcionario gubernamental de Berlín. Comparada con el tosco hidalgo campesino, su esposa era una personalidad eminente y muy cultivada, cuya mayor ambición se centraba en la formación de su hijo. A menudo se ha discutido la influencia que ejerció en el joven Bismarck la disparidad de caracteres y de origen de sus progenitores. En el futuro, el propio Bismarck se sentiría cada vez más atraído por su padre, a pesar de ser consciente de su primitivismo. Su madre quiso guiarle e influirle en demasía. El hijo afirmaría más tarde: «Mi madre era una mujer hermosa, amante del lujo, de inteligencia despejada y viva, pero carente casi por completo de eso que llamamos carácter berlinés».

### Descendencia
Otto von Bismarck únicamente tuvo una esposa, Johanna, con quien tuvo dos hijos y una hija: Marie, Herbert y Wilhelm. Los tres viajaron con él a los muchos lugares que visitó como Fráncfort, San Petersburgo y París. En una carta enviada a su esposa escribe: «Los tres son lo más hermoso que he tenido y solo por eso sigo aquí».
De sus tres hijos, el más sobresaliente para los historiadores y expertos de la vida de Bismarck fue Wilhelm, pues logró redactar una pequeña biografía de la vida de su padre durante su lucha por la unificación de Alemania y en su cargo en el Parlamento de Fráncfort. No obstante, aunque en menor medida, Herbert y Marie también destacaron en la vida aristocrática alemana.

## Biografía

### Los primeros años (1815-1848)

#### Infancia

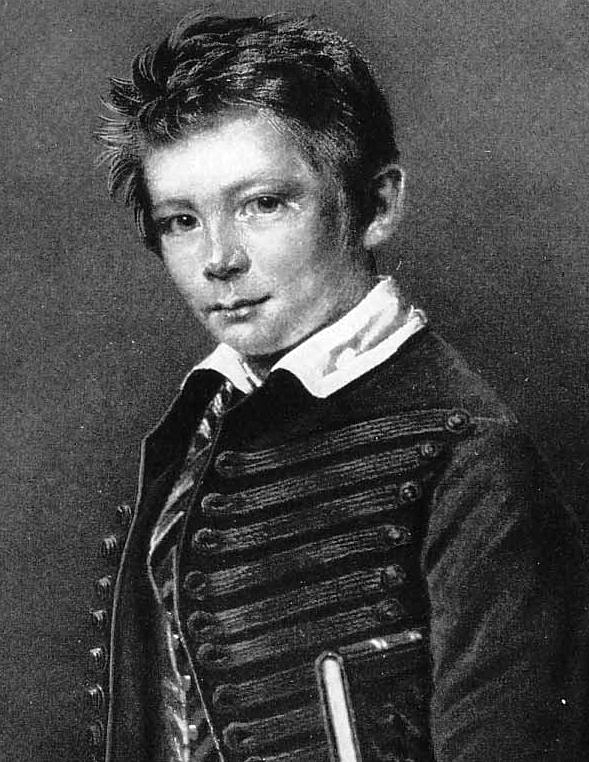
Retrato de Otto von Bismarck a la edad de 11 años en 1826. Dibujo a carboncillo de Franz Krüger.

Bismarck nació el 1 de abril de 1815, año de la derrota definitiva de Napoleón en Waterloo. Fue el tercer hijo de una familia numerosa. Durante su infancia, no ocurrió ni un suceso destacado. Bismarck se sabía miembro de la nobleza; su formación, no obstante, respondió en las líneas esenciales a los deseos de su madre y fue muy diferente de la que se acostumbraba entonces en los círculos de la nobleza rural prusiana. Estudió en Berlín, primero en la Plamannsche Lehranstalt, luego en el Friedrich Wilhelm Gymnasium y por último en el Grauen Kloster («Convento Gris»). Bismarck no destacó demasiado entre sus maestros y compañeros. Más tarde se diría que abandonó la escuela convertido en un panteísta y convencido de que la república era la forma de gobierno más racional. Tales palabras encerraban una crítica retrospectiva a las instituciones docentes de la época, más influidas por el espíritu burgués y el humanismo que por la tradición monárquico-conservadora. No obstante, afirmar su compenetración con la república es, a todas luces, exagerado.

#### Estudios universitarios

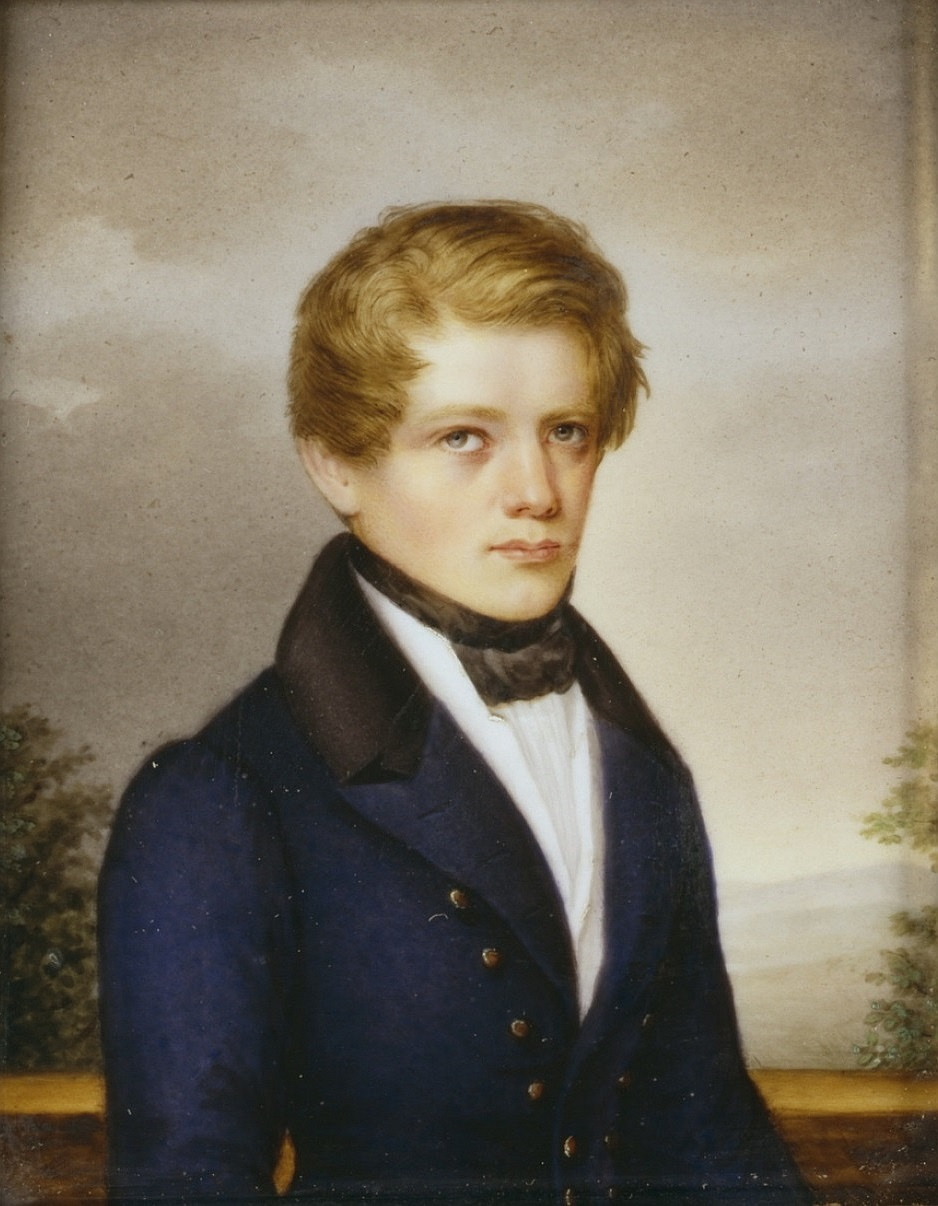
Bismarck durante los años en que era estudiante en Gotinga. Autor anónimo, hacia 1833.

En 1832, a los 17 años, se matriculó en la Universidad de Gotinga para estudiar Derecho. De todos sus profesores, Bismarck solo se interesó por Arnold Heeren, historiador y profesor de Derecho público, cuyas ideas sobre el mapa político europeo le dominarían en gran medida en el futuro. Bismarck se hizo miembro de la hermandad estudiantil Corps Hannovera, pero apenas aprovechó las posibilidades intelectuales que le ofrecía aquella ciudad universitaria, tan famosa en su tiempo, sino que se entregó en cuerpo y alma a las alegrías de la vida estudiantil. Muchas de sus aventuras, de mayor o menor gusto, en ocasiones le crearon conflictos con las autoridades académicas. El mismo habló con franqueza e ironía de su «vida silenciosa», a través de la cual se desfogaba una personalidad aún sin moldear. Entre sus amigos, además de los miembros de la nobleza Corps Hannovera, se contaban dos importantes personalidades extranjeras. En aquella época Bismarck, sin verdad alguna por su parte, reconocía su fuerza interior; en una carta dirigida a un amigo de juventud escribía: «Seré el último pelagatos o el hombre más grande de Prusia».
De esa época no existe el más leve indicio de opiniones políticas que dejen vislumbrar la futura obra del creador del Segundo Imperio. Bismarck finalizó sus estudios en Berlín sin haber aprovechado las posibilidades científicas que la universidad le ofrecía. También en este aspecto se desfogó su vigorosa naturaleza.
Por lo que a estudios se refiere, Bismarck se limitó a aprender lo necesario para aprobar, práctica entonces no tan habitual como hoy. En 1835 realizó su examen de licenciatura en Derecho, que no nos ilustra demasiado su ideario, pues respondía más a las preguntas del examinador que a los intereses del examinado.

#### Labor en los tribunales
Los años siguientes los pasó en los tribunales de Berlín y Aquisgrán. Su meta final era la diplomacia, pues descartaba dedicarse a la otra carrera posible para un joven noble, la de las armas. Su labor en los tribunales acrecentó su aversión hacia la burocracia y hacia el formalismo de un servicio rígidamente reglamentado, aversión que conservaría durante toda la vida. Tener jefes fue siempre algo superior a sus fuerzas. En Aquisgrán también se consagró por entero a los placeres de la vida y durante meses y sin permiso viajó siguiendo los pasos de una joven inglesa. Posteriormente continuaría su labor en Potsdam.
En Aquisgrán, sus superiores reconocían su capacidad, pero opinaban que debía ser más disciplinado en el servicio. A este respecto, Bismarck comentaba con aquella sinceridad tan característica en él: «Creo que el gobierno de Aquisgrán me ha dado notas más altas de las que realmente merezco».

#### Retiro de la actividad burocrática

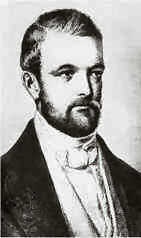
Retrato de Otto von Bismarck hacia 1847. Retrato anónimo.

En 1838, Bismarck renunció a la actividad burocrática y al rígido servicio público. Esta decisión maduró con lentitud y no contó con la aprobación de sus padres. Para Bismarck, ser funcionario y ministro no era precisamente suerte. La misión del funcionario —pensaba— se reducía a impulsar de oficio, sin aportar iniciativas propias, la maquinaria administrativa. "Pero yo deseo hacer la música, la música que a mí me gusta, o permaneceré en silencio".
Este rechazo de la burocracia, por lo demás muy extendido entre la nobleza, simboliza en Bismarck una profunda ansia de una actividad independiente. Las declaraciones de esos años dejan traslucir cierta inclinación por las tareas de estadista. Para él, lo esencial entonces era su deseo de tener en la práctica un margen de actuación. El presidente o ministro, decía, "no tratan con personas, sino con papel y tinta únicamente".
Más tarde, Bismarck se dedicó durante muchos años a administrar sus posesiones agrícolas, mientras en el plano teórico se preparaba con estudios que nos asombran por su amplitud. El servicio militar, cumplido a disgusto y de manera muy irregular, interrumpió esas actividades. Durante este período continuaron los incesantes viajes y la vida agitada; sus vecinos llamaban a Bismarck el "desenfrenado". Su dedicación a la agricultura se complementó con una abundante lectura de obras históricas, filosóficas y literarias. Se interesó especialmente por Shakespeare y Byron, dejando a un lado a Goethe: el verso que afirma que el hombre podría, sin odio, automarginarse del mundo, le horrorizó. Leyó también, sin comprenderlos a veces, a los filósofos radicales de su tiempo: David Friedrich Strauss, Ludwig Andreas Feuerbach y Bruno Bauer. El mismo hablaba de su "desnudo teísmo".
A la larga, Bismarck comprendió que la vida campesina, a pesar de los viajes y la lectura, tampoco colmaba sus aspiraciones más íntimas. Llegó a decir que la experiencia le había hecho ver el carácter ilusorio de la felicidad arcádica de un agricultor fervoroso de la contabilidad de partida doble. Sus opiniones de los años cuarenta contienen una severa autocrítica; en un pasaje dice que se "dejaba llevar a la deriva por el río de la vida". Sus relaciones con amigos pietistas y el haber conocido a su futura esposa Johanna von Puttkamer provocaron cambios en su intimidad. Marie von Thadden, novia de uno de sus amigos, y amiga íntima a su vez de Johanna, intentó convertir a Bismarck que todavía mantenía opiniones muy heterodoxas en el tema religioso. Pero sería la enfermedad mortal de Marie la que condujo a lo que se ha dado en llamar la conversión de Bismarck, cuando comenzó a frecuentar los círculos protestantes y cristianos, aunque sin contraer un compromiso religioso estrecho. La ideología esencialmente protestante-cristiana de Bismarck, íntimamente ligada a su compromiso matrimonial y a su boda, no puede abstraerse de su modo de pensar global como político y estadista; no obstante, el calificativo de "político cristiano" tampoco parece muy ajustado.
Bismarck había entrado en contacto con Johanna von Puttkamer gracias a su amiga Marie von Thadden. En diciembre de 1846, poco después de la muerte de esta última, Bismarck pidió a Von Puttkamer la mano de su hija en una carta sobradamente conocida. En ella Bismarck hablaba con toda franqueza de su evolución religiosa, limitándose así a cuestiones ya sabidas por su futuro suegro, quien seguramente debía albergar ciertos reparos sobre la vida anterior de Bismarck. Este, como era habitual en él, supo hallar un tono conveniente y preciso para agradar al destinatario de la carta, mezclando en ella la sinceridad y la habilidad diplomática. La misiva muestra, sin género de dudas, en sus rasgos esenciales los verdaderos sentimientos de su autor.
El matrimonio con Johanna se celebró en julio de 1847. Bismarck, en una carta dirigida a sus hermanos, la definió como "una mujer de inteligencia y nobleza de sentimientos muy singulares". Bismarck halló en ella sostén y ayuda a lo largo de toda su existencia, precisamente porque evitó con exquisito cuidado influenciarla políticamente en el más estricto sentido de la palabra.

### ElLandtagunificado (1847-1851)

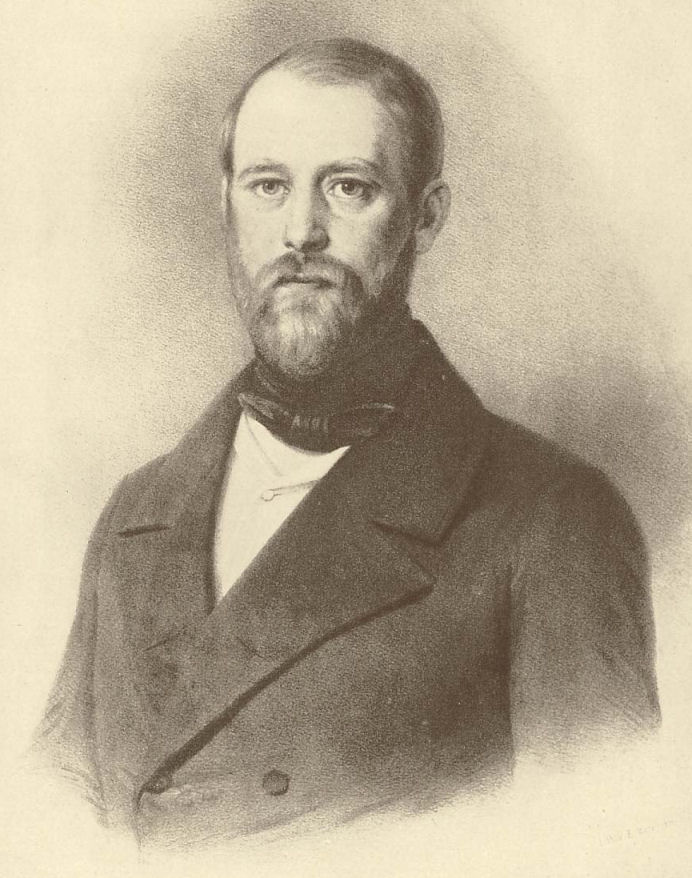
Bismarck, diputado por el estamento de la nobleza de Jerichow en el primer Parlamento territorial unificado, 1847. Grabado en madera.

#### Elección y desarrollo como miembro delLandtag
Bismarck comenzó su actividad pública algunas semanas antes de su boda; en mayo de 1847 la nobleza le había elegido miembro del Landtag unificado prusiano. El Landtag unificado de 1847 fue el primer parlamento verdadero de la historia alemana. En él, los liberales moderados disponían de mayoría absoluta. El grupo de las derechas, que defendía la autoridad de la corona y los intereses de la nobleza latifundista, contaba con una representación mucho más reducida. Uno de sus miembros era Bismarck, que sufrió, en principio, la decepción de ser nombrado diputado suplente.
Bismarck ya tenía cierta experiencia en estas lides, pues anteriormente había ejercido como Deichhauptmann (Supervisor de diques) en las Dietas. El futuro detractor del parlamentarismo se inició, por tanto, en la vida política dentro de una actividad constitucional y parlamentaria. Bismarck se alineaba entonces con las fuerzas conservadoras. En su primer artículo periodístico, Bismarck defendía el derecho de los nobles terratenientes a practicar monterías en las fincas de sus campesinos, y además la preservación del derecho patrimonial, oponiéndose con ello tanto a las exigencias de los liberales como al credo de los absolutistas. Bismarck estrechó los lazos con Leopold von Gerlach, amigo íntimo de Federico Guillermo IV. Gerlach representaba a la corriente cristiana-constitucionalista-conservadora y rechazaba el autoritarismo del Estado.
En su actuación dentro del Landtag unificado, Bismarck se reveló como un derechista a ultranza y un riguroso hombre de partido. Ya en 1847 escribía a su prometida: "El hombre se aferra a los principios mientras éstos no son puestos a prueba, porque cuando eso sucede, uno los desecha igual que el campesino sus viejas abarcas, y corre con todo el vigor que le permiten sus piernas, que para eso las tiene".

#### Defensa de la clase alta
En principio, Bismarck defendió los derechos de la corona y de la nobleza, cosa natural en él si tenemos en cuenta que era miembro de la última. Bismarck saltó a la fama con un burdo discurso en el que atacaba decididamente la tesis —no expresada, como es lógico, con estas palabras— de que en 1813 la lucha del pueblo prusiano contra la dominación extranjera había tenido un único móvil: lograr una constitución. Semejante discurso provocó una sesión tormentosa del Landtag y evidenció, por un lado, su temperamento combativo y violento y, por otro, su calma imperturbable frente a cualquier ataque. Cuando, por ejemplo, se le prohibió intervenir durante algún tiempo, Bismarck sacó un periódico del bolsillo y se puso a leerlo. Pero hasta una parte de sus amigos conservadores pensaban que sus ideas suponían una simplificación errónea de los problemas objeto de discusión. Con todo, el incidente convirtió a Bismarck en el luchador por antomasia contra el liberalismo y la constitución. Los discursos de Bismarck de esta época evidencian un ardor combativo y beligerante falto de argumentaciones objetivas y pronto a dar rienda suelta a su cólera contra las circunstancias entonces imperantes y contra los liberales.
Semejante actitud se hizo evidente sobre todo en 1848. Los discursos de los años 1848-49 llevan emparejados su marcado belicismo y su desprecio por el enemigo. En estas épocas tempranas se echó de menos ese autodominio que Bismarck demostraría en el futuro sin abdicar de su dureza. En un debate sobre la emancipación de los judíos, Bismarck reconoció con orgullo que él había recibido aquellos prejuicios con la leche materna. Se declaraba partidario del Estado cristiano y consideraba la lucha contra los judíos —era el sentir general de la época— básicamente como una lucha confesional. Para Bismarck un judío dejaba de serlo en cuanto se convertía a uno de los credos cristianos. En el Parlamento de Érfurt le disgustó verse obligado a actuar de secretario al lado de un presidente judío (Simson), quien durante el mandato de Bismarck llegaría a ser el primer presidente del Tribunal Supremo de Justicia del Imperio Alemán.

#### Seguidor del prusianismo
Durante el año revolucionario de 1848, Bismarck fue un luchador decidido en pro del prusianismo y de la monarquía. Horrorizado por las muestras de debilidad del monarca, pretendió llevar una columna de campesinos armados a Berlín, y cuando la reina excusó a su esposo, alegando que dormía muy poco, Bismarck contestó en tono grosero: "¡Un rey tiene que poder dormir!"
Bismarck, en el fondo, no era consciente de que el movimiento de 1848 estaba apoyado por sectores muy amplios ni comprendía su base nacional. Plenamente identificado con la ideología prusiano-conservadora, hablaba de la "codicia de los proletarios". Más tarde editó un poema que los oficiales prusianos cantarían en Potsdam con motivo de los sucesos del 21 de marzo. Los versos más importantes, que sin duda reflejaban los sentimientos del propio Bismarck, decían así:

Y entonces un grito partió el corazón:

No seréis ya prusianos, seréis alemanes [...]

Termina aquí, Zollern, tu historia gloriosa,

Aquí cayó un rey, pero no en la contienda.
Fragmento de un poema de Otto von Bismarck.

El rey juzgó la actitud de Bismarck en aquellos días con las siguientes palabras: "Debe usarse únicamente cuando la bayoneta campe por sus respetos".
Después de la revolución, Bismarck ingresó en la "camarilla" creada por los hermanos Gerlach. Le decepcionó no resultar elegido para la Asamblea Nacional Prusiana. A comienzos de 1849 se convirtió en miembro de la segunda Cámara del Landtag prusiano, reelegido en varias ocasiones, y posteriormente también miembro del Parlamento Erfurt. En esta época, Bismarck pronunció su famoso discurso sobre el Tratado de Olmütz, que constituía el punto culminante de su actividad parlamentaria. Por entonces intentaba por todos los medios a su alcance defender el poder de la corona y los privilegios de la nobleza. Participó en la fundación del Kreuzzeitung ("Diario de la cruz") y en la asamblea constituyente de la "Asociación para la defensa de la propiedad y para el fomento del bienestar de las clases populares", considerada por el pueblo, no sin motivo, como el parlamento de los Junkers. Los problemas de la política interior acaparaban por entonces todo el interés de Bismarck. La cuestión alemana solo cobró importancia para él cuando la elección del emperador en Fráncfort la convirtió en un asunto más de la política prusiana.
Bismarck dirigió con decisión y firmeza sus ataques contra cualquier tentativa liberal o democrática. Pensaba que la opinión del pueblo, base del movimiento de 1848, había sido más o menos dirigida. Cada uno había entendido por pueblo lo que le "convenía", por regla general una agrupación de individuos adictos a la propia opinión. Su desprecio hacia el pueblo no le impidió un intento de manipular o dirigir la opinión pública. Bismarck escribió a su hermano pidiéndole le enviase hacer a Berlín adhesiones, "muchas adhesiones de particulares, aunque cada una de ellas sea firmada por unas pocas personas, y a ser posible de cada ciudad; no importa que estén firmadas por una sola persona, porque en este caso no se darán a conocer. Sopla, herrero, y ganarás dinero". Defensor a ultranza de los derechos de la nobleza terrateniente, Bismarck enjuiciaba la política fiscal como una especie de confiscación; llamaba a las elecciones una lotería y criticaba con extrema dureza cualquier asomo de parlamentarismo; defendió contra viento y marea la ejecución de Blum. Por otro lado, reiteradas declaraciones de esta época revelan que Bismarck no tenía en muy alta estima el talento político de sus iguales de la nobleza. Prusia carecía de la clase social que hacía política en Inglaterra. Al igual que otros muchos nobles, Bismarck dirigió sus ataques contra el absolutismo y contra la opinión manifestada por Federico Guillermo I: "Concibo el poder comme un rocher de bronze".
Creía que la revolución saldría del funcionariado y de la clase media pretendidamente culta de las grandes ciudades. Atacaba con energía incansable la codicia de las capas sociales más bajas y pensaba que el constitucionalismo era la fórmula más cara. Combatía el matrimonio civil. Todas estas ideas evidenciaban una indudable influencia de Stahl, cuyas teorías sobre el Derecho público habían causado una impresión muy honda en Federico Guillermo IV.

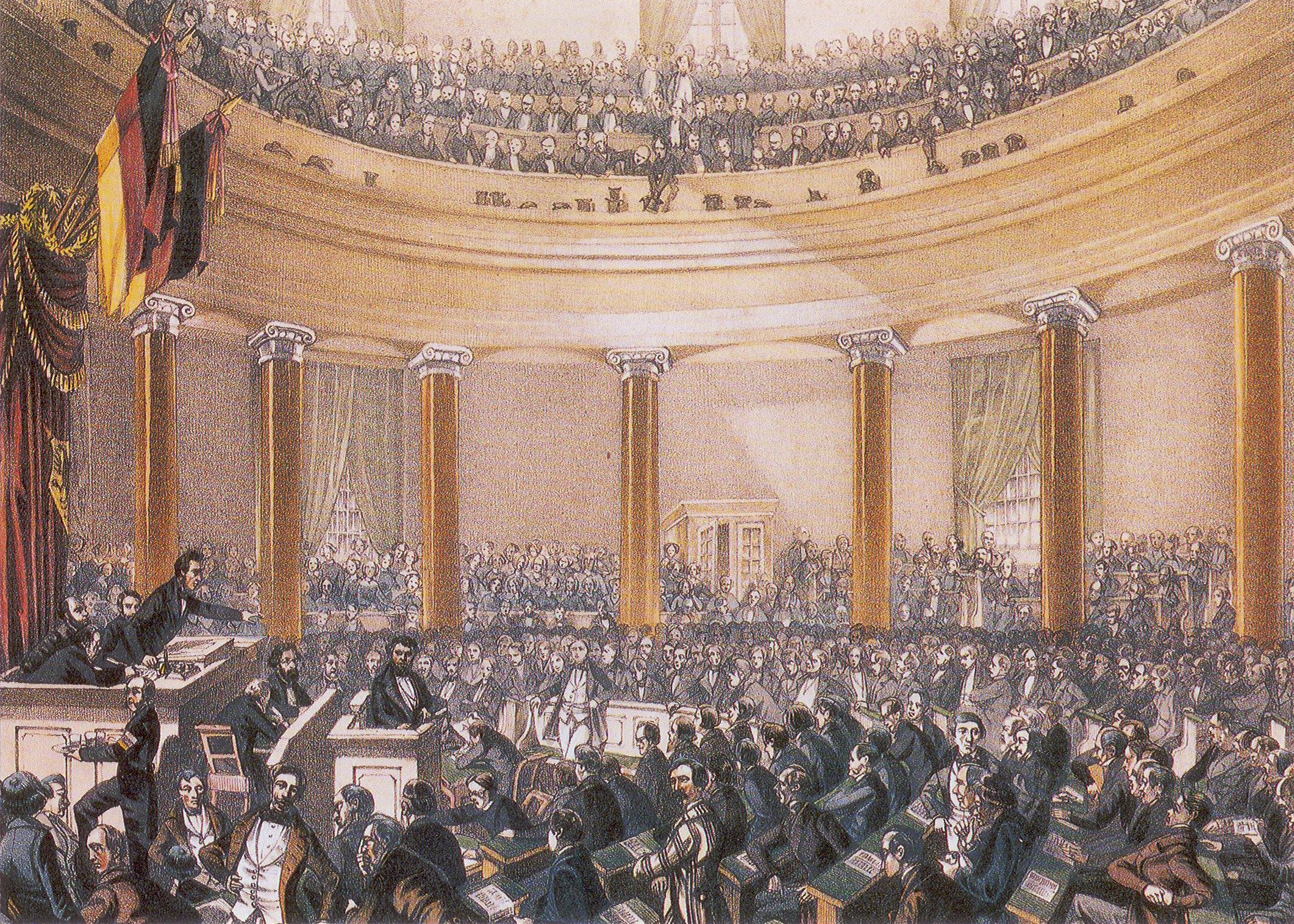
Primera sesión de la Asamblea Nacional Alemana en la Paulskirche. Su presidente era el barón Heinrich von Gagern, Litografía, 1848.

Su actitud en política interior determinó también en gran medida la posición de Bismarck con respecto a los planes alemanes de la Asamblea Nacional de Fráncfort. No la combatió, como con frecuencia se ha afirmado, porque rechazase sus concepciones sobre política interior. Bismarck, hombre de ideología prusiana y conservadora, no deseaba en absoluto que por entonces se solucionase la cuestión alemana. En los tiempos más bajos del poder prusiano hay ciertas manifestaciones de Bismarck en las que resuenan ecos de una política nacional. Pero dichas apreciaciones desaparecerán cuando la posterior evolución le permita a Bismarck cifrar de nuevo sus esperanzas en Prusia. Bismarck pretendía exclusivamente situar a Prusia a la altura de las grandes potencias, mientras que en política interior dedicaba todas sus energías a combatir la revolución. En su opinión, los planes de la Paulskirche apuntaban contra Prusia, intentando minar su posición y su base política.
El verdadero interés por la cuestión alemana se despertará cuando la elección del emperador en Fráncfort provoque diferencias en Berlín. Por entonces, Bismarck, como oposición a la "patraña alemana", solía referirse una y otra vez a su acendrado prusianismo. "¡Prusianos somos, y prusianos queremos seguir siendo!", exclamó en cierta ocasión. Bismarck tampoco enjuiciaba desde una perspectiva nacionalista la suerte de Schleswig y Holstein, que tan profundas preocupaciones suscitaba en los ambientes políticos. Para él, la lucha de los habitantes de Schleswig y Holstein significaba una sublevación contra su legítimo señor, el rey de Dinamarca.
Bismarck se oponía tajantemente a que el rey de Prusia aceptase su elección como emperador, decidida por la Asamblea Nacional de Fráncfort. Además desconfiaba de las instituciones oficiales, que se habían dejado impresionar por la tramoya de la Paulskirche. En abril de 1849 opinaba que Prusia debía seguir siendo Prusia, ya que así estaría en condiciones de dar leyes a Alemania, dando a sus palabras un tono y un acento nuevos: "Si le preguntáis a cualquiera que hable alemán por la unidad alemana, os responderá que la desea; pero a mí, con esta constitución, no me parece en absoluto deseable". En realidad, Bismarck solo pretendía que reinara la armonía y la concordia entre los distintos Estados alemanes y rechazaba de plano cualquier política unificadora que limitara el poder y la autonomía de Prusia.
Así lo demuestra con especial claridad la oposición de Bismarck a la política de unificación que llevó a cabo el fallido intento de conseguir, gracias al gobierno prusiano, los objetivos en los que había fracasado la Asamblea Nacional de Fráncfort. Bismarck combatió al cabecilla de dicha tendencia unificadora (Joseph von Radowitz) con todos los medios a su alcance y lo convirtió en blanco de sus burlas. Bismarck, que defendía el nacionalismo prusiano como un factor específico, temía que la monarquía prusiana desapareciera en la "hedionda agitación revolucionaria que estaba sumiendo en el caos al sur de Alemania". Bismarck aún no había oído cantar a ningún soldado alemán ¿Was ist des Deutschen Vaterland? ("¿Qué es de la patria alemana?"). Y cuando un diputado liberal lo calificó de hijo pródigo de Alemania, Bismarck respondió: "Mi casa paterna es Prusia, y yo ni la he abandonado ni la abandonaré jamás". Poco tiempo antes había afirmado que había que hablar al sentido común del hombre prusiano, no a los corazones alemanes, enfocando así la cuestión desde la perspectiva de la individualidad de Prusia y de belicismo en política interior, suponen la más dura crítica a las aspiraciones alemanas de su tiempo. Por entonces Bismarck no tenía aún conciencia de que la política prusiana era tan poco realista como la de los liberales. Él quería establecer una unión íntima con Rusia, animado —como los Gerlach— en su fuero interno por la convicción de la solidaridad conservadora de las grandes monarquías.
A decir verdad, ya en 1849 hay una serie de indicios que dejan traslucir la superación por parte de Bismarck de sus rígidas ataduras a la política interior. En una carta dirigida a su esposa afirmaba que la cuestión alemana se resolvería por medio de la diplomacia o de las armas; en uno de sus discursos opinó que Federico II el Grande no había fomentado la unificación política, sino "el rasgo más destacado del nacionalismo prusiano: el militarismo".
Él sabía que hoy, al igual que en los días de nuestros padres, el sonido de la trompeta, invitando a los prusianos a alistarse en los ejércitos de su soberano, conserva todos sus atractivos para los oídos de las gentes de Prusia, ya que se trata de defender las propias fronteras o de buscar gloria y la grandeza de Prusia.
Federico, tras haber roto con Fráncfort, pudo haber elegido unirse a su antiguo aliado, Austria, y asumir así el brillante papel que desempeñó el emperador de Rusia, es decir, aniquilar, aliado con Austria, al enemigo común, la revolución. También habría podido, con el mismo derecho que ocupó Silesia, imponer a los alemanes, después de rechazar la corona imperial que se le ofreció en Fráncfort, una determinada constitución, aun a riesgo de desequilibrar con su espada el fiel de la balanza. Esto habría sido una política nacional prusiana, que habría dado a Prusia (en el primer caso en colaboración con Austria, y en el segundo por sí misma) el rango necesario para conseguir para Alemania la autoridad que merece en Europa. Estas palabras preludiaban sin sombra de duda el planteamiento político de problemas que predominarían luego en los años cincuenta. En el mismo discurso llegó a afirmar que el "águila prusiana" debía extender sus "alas protectoras y dominar el espacio desde el Niemen inferior hasta las Donnersberge". Estas palabras constituyen el primer indicio de que Bismarck aspiraba a la hegemonía de Prusia en el norte de Alemania. Pero en conjunto, la posición de Bismarck no se diferenciaba con nitidez de la que mantenían sus amigos más íntimos (Leopold von Gerlach sobre todo): éstos no querían restringirse exclusivamente al gran rey prusiano y se esforzaban por evitar una lucha con Austria en interés de los objetivos comunes de política interior de ambas potencias.
A este respecto, Bismarck defendió, el 3 de diciembre de 1850, el tratado preliminar de Olmütz (firmado el mes anterior), por el cual Prusia renunciaba a su política de unificación y llegaba a un acuerdo con Austria, cediendo a las presiones de Rusia. El hecho supuso una seria derrota para la política prusiana. A pesar de todo, Bismarck defendió con habilidad y brillantez el acuerdo en el famoso discurso pronunciado ante la segunda Cámara, de lo que quizá se puede deducir no era plenamente consciente de que, desde una perspectiva imperialista, tal suceso significaba una derrota para el Estado prusiano. Más tarde se justificaría aduciendo que en aquella época el ejército prusiano no estaba en condiciones de afrontar una guerra. Sin embargo, la verdadera razón de la actitud de Bismarck fue muy otra: por entonces estaba absorbido e influenciado por plasmar la solidaridad en política interior contra "la democracia negra, roja y oro", y dedicó todos sus esfuerzos a mantener la paz. La destitución de Radowitz le llenó de júbilo. En las cartas que escribía a su esposa comparaba la patraña alemana y la cólera hacia Austria. Creía que la paz también le interesaba a "nuestro partido". Los ejércitos conservadores no debían aniquilarse entre sí; según él, no era honorable "condenar con la palabra el camino de la revolución y, sin embargo, seguirlo en la práctica". Prusia y Austria, en pie de igualdad, debían reconciliarse entre sí a expensas de los Estados más pequeños.
A pesar de las poderosas ataduras que la política interior le imponía a su concepción de la política exterior, el discurso contiene formulaciones divergentes con las teorías sobre política exterior de sus amigos conservadores:

La única base sana de un gran Estado —que marca demás diferencias esenciales con los estados menores— es el egoísmo estatal y no el romanticismo; no es, por tanto, digno de un Estado poderoso luchar por una causa distinta a sus propios intereses.

Para un estadista es muy fácil llamar a la guerra, pronunciar discursos enardecidos y "confiar al mosquetero, que se desangra sobre la nieve, la obtención o no de la victoria y la gloria para su sistema. Sí, nada más fácil para el estadista, pero ¡ay de aquel que en estos tiempos no halle motivos plausibles para emprender una guerra". Bismarck se oponía a la calificación de Austria como país extranjero, y de hecho llamaba a su monarca heredero de una larga serie de emperadores alemanes.

Extraña modestia la que nos obliga a no considerar a Austria una potencia alemana. La única razón que se me ocurre es que Austria tiene suerte de dominar zonas extranjeras que en la antigüedad fueron sometidas por las armas alemanas.

Esta declaración de Bismarck se ha interpretado, erróneamente, en sentido pangermanista; sin embargo, su concepción estaba en clara oposición a la situación entonces imperante: Austria era un Estado cuyo rasgo fundamental no era el estar habitada por población alemana, sino su carácter de gran potencia que había blandido a menudo y con éxito la espada alemana.
Esta serie de ideas, sin embargo, permanecían aún englobadas dentro de la espinosa cuestión de la política interior. El honor prusiano pasaba por rehusar cualquier tipo de unión contra natura con la democracia. Austria y Prusia eran las dos potencias protectoras, con iguales derechos, de Alemania. Bismarck todavía creía por entonces en la auténtica igualdad de ambas potencias y estaba dispuesto a conseguirla de facto a costa de los estados alemanes más pequeños. Cuando poco después fue nombrado embajador del Parlamento de Fráncfort, acudió allí considerándose amigo de Austria. Ya en 1849 había arrendado su patrimonio familiar y ya se había trasladado a Berlín. Así pues, al llegar la tormentosa época revolucionaria, Bismarck había renunciado a su profesión de hidalgo campesino.

### Embajador en Fráncfort, San Petersburgo y París (1851-1862)

#### Bundestag en Fráncfort

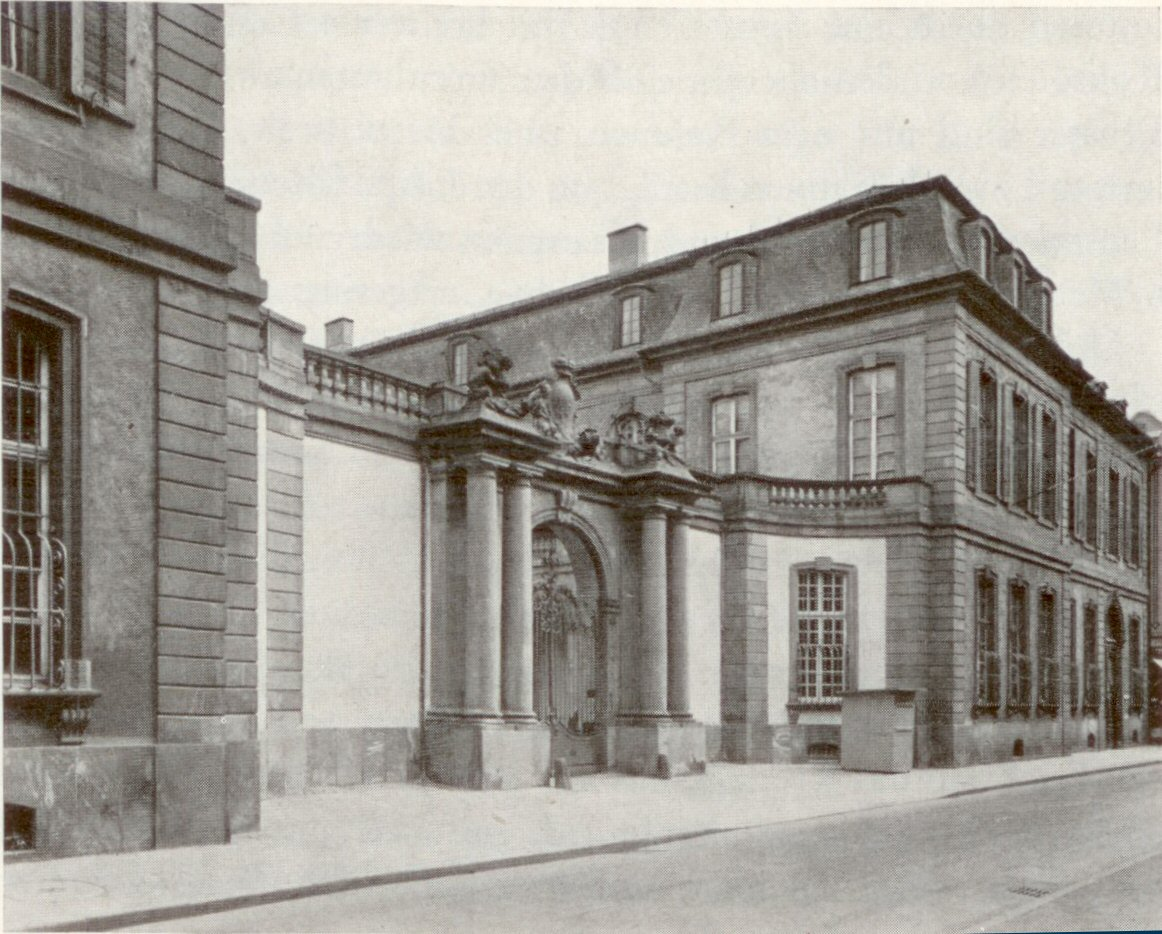
El Palacio de Thurn und Taxis en Fráncfort del Meno, sede del Bundestag donde Bismarck participó durante su visita a Fráncfort, lugar donde también tuvo muchas "críticas problemáticas" que harían más tarde que se retirara del lugar y viajara a San Petersburgo.

En 1851 Bismarck se convirtió en embajador ante la Dieta de Fráncfort; en ese momento era el cargo más relevante de la diplomacia prusiana, y así lo reconoció el mismo Bismarck. El nombramiento de una persona carente de preparación en el terreno diplomático para ocupar semejante puesto constituía un hecho extraordinario. La propuesta había partido de Leopold von Gerlach, que veía en Bismarck el eterno luchador contrarrevolucionario aliado con Austria. Bismarck marchó a Fráncfort, según sus propias palabras, en estado de "virginidad política".
Durante los primeros momentos, sus ideas sobre política interior permanecieron invariables con respecto a las que había mantenido en la época de 1848. Hasta 1852 siguió perteneciendo a la segunda Cámara prusiana, y en ella desarrolló una lucha radical y muy personal. Ese mismo año una discusión política con el destacado liberal Von Vincke desembocó incluso en un duelo sin consecuencias. Como en el pasado, Bismarck se declaraba partidario de los Junkers y criticaba el sistema constitucional; es más: en una ocasión llegó a decir que el pueblo prusiano haría volver al redil de la obediencia a las grandes ciudades, "aunque para ello tuviera que borrarlas del mapa". Estas palabras le valieron el calificativo de "aniquilador de ciudades". Por otro lado, condenaba sin cesar el absolutismo, equiparándolo a la burocracia liberal. Al recibir su nombramiento de embajador en Fráncfort, Bismarck llegó a burlarse de sí mismo afirmando: "Mi conversión en consejero privado es una ironía con la que Dios me castiga por haber hablado mal de los consejeros privados".

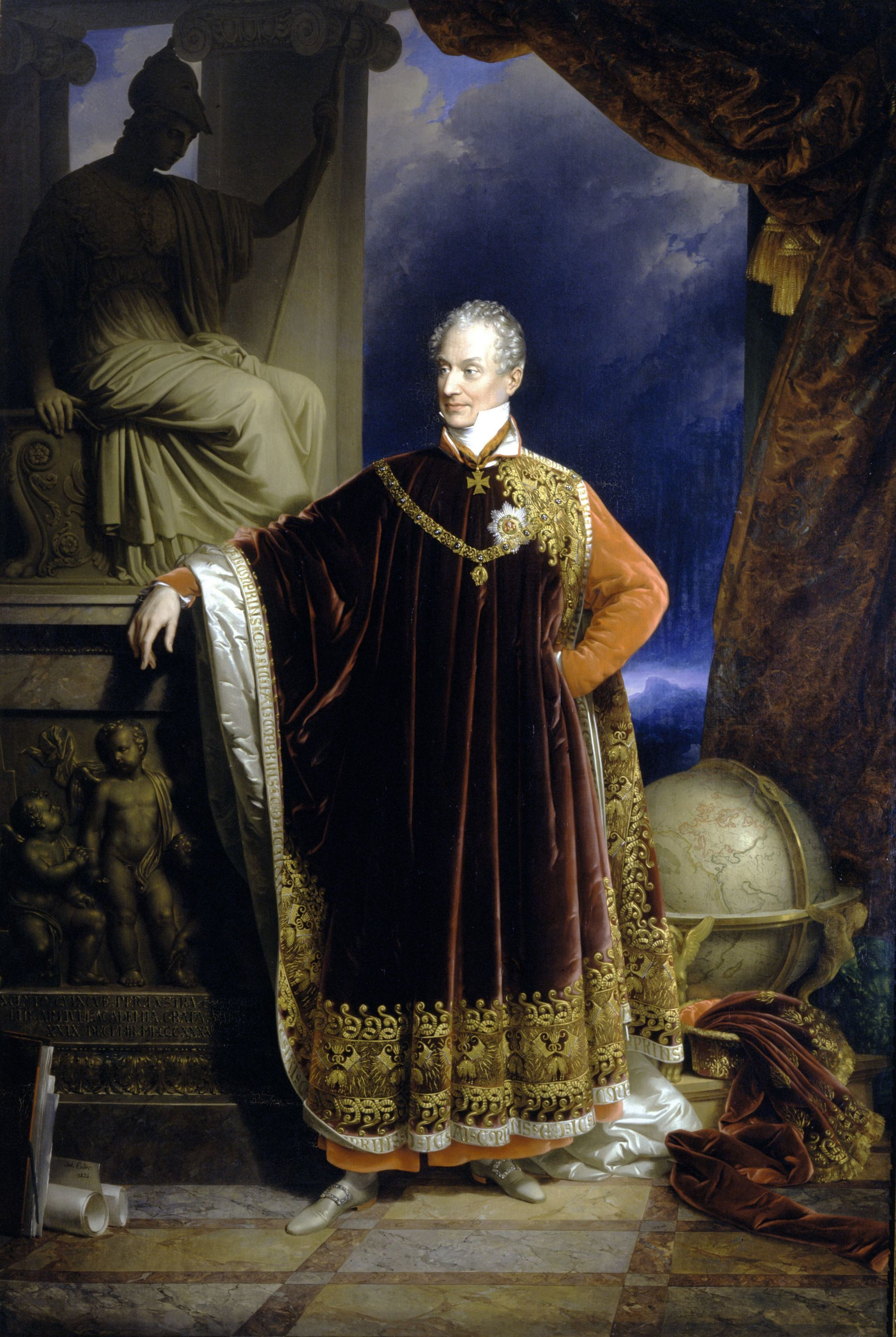
El príncipe Klemens von Metternich, que se vio obligado a dimitir como canciller austríaco en 1848. Poco después fue visitado por Bismarck en Fráncfort como parte de su "nombramiento en el Bundestag", llegando a tomar distintos acuerdos políticos y diplomáticos como lo haría más tarde con Napoleón III. Sin embargo, algunas veces también lo hizo por aburrimiento.

A su llegada a Fráncfort, Bismarck creía en la igualdad de derechos entre Austria y Prusia. Desde la época de los Hohenstaufen nunca había gozado Alemania de tanto prestigio. Pero este juicio no tardaría en modificarse, a consecuencia de la asistencia a las sesiones del Bundestag: en él las discusiones versaban sobre temas intrascendentes, y Bismarck hablaba de la charlatanería y presunción de sus inteligentísimos miembros, que todo lo reducían a agua de borrajas; criticaba la vida social de Fráncfort, la afición desmedida de los diplomáticos por el baile y los rasgos burgueses de la sociedad de aquella ciudad. Bismarck se veía obligado a bailar el rigodón con las esposas de sus proveedores, pero al menos "la gentileza de tales damas me hacía olvidar la amargura por las desorbitadas facturas y malos géneros que me proporcionaban sus maridos". Era el típico orgullo del Junker frente a la sociedad burguesa de una antigua ciudad imperial carente de nobleza cortesana. A pesar de todo, al principio Bismarck se sentía muy a gusto, hasta el punto de confesar a Gerlach en una carta que "en Fráncfort vivía como Dios".
El problema fundamental para el nuevo embajador lo constituyó la actitud a adoptar frente a Austria, fruto en buena parte del representante de Prusia ante el Bundestag. Antes de 1848, Austria había evitado vencer por la fuerza de los votos a la segunda gran potencia alemana, a pesar de que durante la época de Metternich la superioridad de Austria era, en este terreno, indiscutible. Al iniciarse su estancia en Fráncfort del Meno, Bismarck había visitado al excanciller Metternich en su palacio de Johannisberg; al parecer, ambos estadistas se entendieron a las mil maravillas. Metternich censuraba también la actitud de su sucesor, Schwarzenberg, que recalcaba la supremacía austríaca. A partir de 1848, tras la elección del emperador, los políticos austríacos veían en Prusia a un rival y deseaban relegarla a un segundo plano. Bismarck pronto alzó su voz contra el desconsiderado gobierno de la mayoría, que acabaría por arruinar la Confederación. Se daba cuenta de que, contrariamente a sus propias ideas, Austria no tenía intención de reconocer la igualdad de derechos de Prusia, de modo que el primer objetivo de Bismarck en Fráncfort se centró en batallar por la igualdad, utilizando todos los medios a su alcance. A raíz de este comportamiento el embajador ruso comparó la actuación de Bismarck con la de los estudiantes. Para sus colegas, la rudeza de métodos del joven embajador prusiano evidenciaba una falta de auténtica educación diplomática. Bismarck abogó por la igualdad ante el ministro plenipotenciario de Austria conde de Thun, en ocasiones empleando medios visiblemente drásticos.
En el fondo, el motor de la actividad de Bismarck en el Bundestag fue la lucha por la igualdad y no la preparación del terreno para dirimir la hegemonía en Alemania. A finales de noviembre, las diferencias entre Von Thun y Bismarck se habían ahondado, y el segundo informaba a Berlín:

Thun hablaba y hablaba dejando traslucir su fanatismo pangermanista; yo aducía que la existencia de Prusia, y más después de la reforma, era un factum ciertamente fastidioso, pero también inmodificable; argumenté que teníamos que partir de hechos y no de ideales, y le rogué que meditara si los resultados que Prusia iba a alcanzar por caminos tortuosos podrían compensar las ventajas de la alianza prusiana; porque una Prusia que —con su propias palabras— "renunciaba a la herencia de Federico el Grande", para entregarse de lleno a su verdadero destino providencial de chambelán del imperio, no perjudicaría en Europa, y antes de aconsejar yo a mi país una política semejante, la cuestión tendría que dirimirse por la fuerza de las armas.

Thun comparó a Prusia con un hombre al que le hubiera tocado el primer premio de la lotería y pretendiese que el acontecimiento se repitiese cada año. Bismarck respondió que si así pensaba Viena, Prusia tendría que volver a jugar a la lotería. Fue ésta la primera vez que Bismarck barajó la posibilidad de una confrontación con Austria, pese a ser consciente de que, reinando Federico Guillermo IV, esa política era descabellada. Quizá lo que más le molestó de las palabras de Thun fue advertir que escondían, en el fondo, una gran verdad. En años posteriores aplicaría a veces a Prusia la cita de Goethe: "Hemos venido a menos sin apenas darnos cuenta".
En aquella época, Bismarck ni quiso ni contribuyó a la ruptura con Austria. La postura de dicha nación se debía, según él, a su propia situación interna. Sin embargo, no tardó en darse cuenta de que la federación era un simple freno para la política prusiana y en consecuencia comenzó a recomendar una política de independencia. En una carta a su hermana escribía que el famoso lied de Heine:

O Bund, du Hund, du bist nicht gesund!
¡Ay! Confederación, perra, estás enferma!

Pronto se convertiría por decisión unánime de los alemanes en himno nacional. Bismarck pensaba que las exigencias prusianas debían ser satisfechas mediante pactos individuales "dentro del ámbito geográfico que la naturaleza nos ha destinado". A Gerlach le informó de las diferencias con Austria, "gracias a las cuales tarde o temprano se irá a pique el carro de la Confederación, en el cual el caballo prusiano tira hacia adelante mientras el austríaco lo hace hacia atrás". En este sentido, Bismarck obró con absoluta coherencia: al negociar los derechos de la prensa, consiguió que no se persiguieran los ataques a la estabilidad de la Federación. Con marcada ironía llegó a afirmar que esas circunstancias a la prensa libre le entusiasmaban. Bismarck criticaba con dureza el egoísmo político de los Estados alemanes que perseguían una política alemana, buscando en realidad su propio interés. Más tarde, siendo canciller del Imperio, se comportaría de modo similar y hablaría del abuso de la palabra de Europa por parte de las grandes potencias. Bismarck fue siempre un abierto partidario de defender los intereses del propio Estado, pero también es verdad que presupuso en los demás la misma actitud.
Durante su estancia en Fráncfort, Bismarck desplegó una frenética actividad informativa, que abarca desde escritos oficiales hasta citas privadas. Con toda seguridad no debió de ser un oponente fácil para los austríacos, y por los informes de éstos se sabe que sus manifestaciones no siempre coincidían en el tono con las informaciones que, como embajador, enviaba a sus superiores. La postura de Bismarck era muy sincera y veraz, pero ya entonces desconcertaba a sus interlocutores precisamente por su expresiva franqueza. El estadista británico Disraeli avisó en cierta ocasión: "Cuidado con ese hombre, porque quiere poner en cierta práctica lo que dice". El propio Bismarck se quejó una vez de lo dificultoso que resultaba convencer a los austríacos de la falsedad de la teoría (basada en tradiciones ya obsoletas) de la mentira como factor consustancial a la diplomacia.

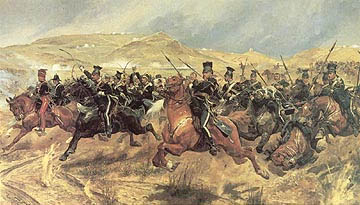
Grabado de la guerra de Crimea, entre el Imperio ruso gobernado por los Romanov y la alianza del Reino Unido, Francia, el Imperio otomano (al que apoyaban para evitar su hundimiento y el excesivo crecimiento de Rusia) y el Reino de Piamonte y Cerdeña, que se desarrolló entre 1853 a 1856. Este conflicto para Bismarck despertó una gran preocupación ya que no quería que Alemania, y sobre todo, Prusia, cargaran ninguna acción que se lamentaría el país contra el Imperio Ruso.

Durante su etapa en Fráncfort, Bismarck sabía que su marcado "prusianismo" no hallaría eco alguno en Federico Guillermo IV, ni que sería ministro durante su reinado. Posteriormente diría que dicho monarca le había exigido una obediencia ciega: "Veía en mí un huevo que él mismo había puesto y que empollaba, de modo que a la hora de las diferencias, pensaba siempre que el huevo quería ser más listo que la gallina".
En otro pasaje escribe: "¡Ay!¡Ojalá pudiera uno obrar según su libre albedrío! Sin embargo, heme aquí malgastando mis fuerzas a las órdenes de un señor al que solo cabe obedecer acudiendo a la religión". Este estado de ánimo se explica también por las preocupaciones que suscitaba en Bismarck la política prusiana durante la guerra de Crimea. Bismarck abogó con firmeza para que su país no emprendiera acción alguna contra Rusia:

Me produciría una profunda inquietud que, ante la posible tormenta, buscásemos protección acoplando nuestra hermosa y marinera fragata al viejo y carcomido esquifre de Austria. Nosotros somos mejores nadadores que ellos y además un aliado muy deseable para cualquiera.

Las grandes crisis generaban la borrasca que impulsaba el auge de Prusia.
Durante la guerra de Crimea, los representantes de los Estados centrales en el Bundestag coincidían con la política emprendida por Bismarck de no dejarse arrastrar por Austria a un conflicto. De cualquier forma, en Bismarck esta perspectiva confluía con su deseo de desvincularse de Rusia y Austria, que antes de la guerra de Crimea socavaban la posición de Prusia. Bismarck esperaba una agudización de la oposición entre Austria y Rusia, hecho que constituía un requisito previo para que Bismarck lograra los éxitos políticos en la fase de creación del Imperio, ya que durante la guerra de Crimea trabajó con todas sus fuerzas para que Prusia no se enfrentara con Rusia.
Dentro de ese contexto, Bismarck no se cansaba de atacar el blando romanticismo político de Federico Guillermo IV, al mismo tiempo que acentuaba su oposición a los gobernantes austríacos de su tiempo. Cuando al finalizar el conflicto de Crimea, Prusia no fue invitada a la Conferencia de París, Bismarck montó en cólera y comparó su estado de ánimo con el de la primavera de 1848. Poco después avisó en un amplio informe de que Austria era el único país ante el que Prusia podría sufrir una derrota o una victoria duraderas.

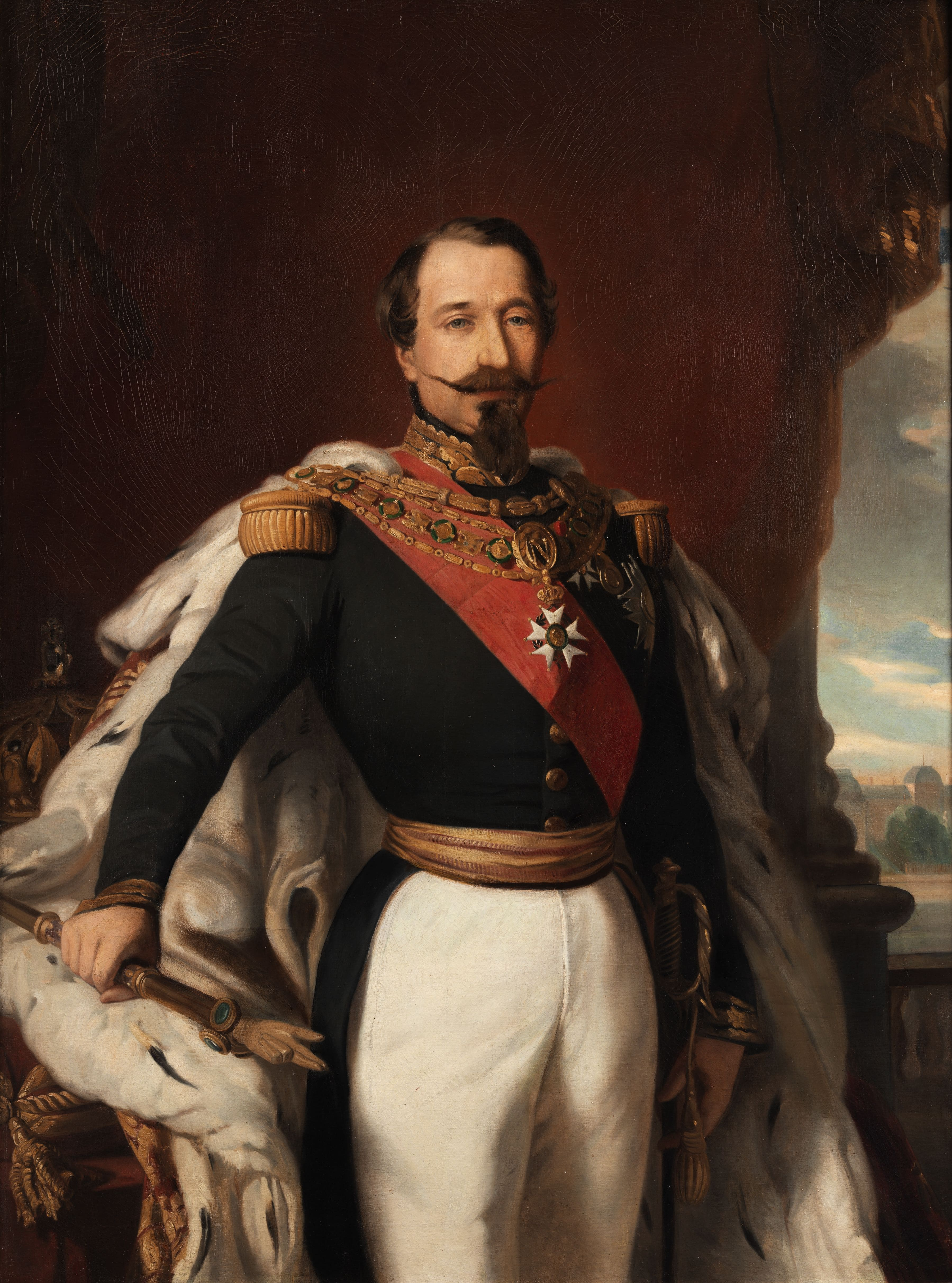
Carlos Luis Napoleón Bonaparte (París, 20 de abril de 1808-Inglaterra, 9 de enero de 1873), también conocido como Napoleón III, mantuvo contacto con el estadista Bismarck durante la estancia de este en Fráncfort viajando a París. Bismarck se entrevistó más de dos veces con el monarca francés, manteniendo contacto político y diplomático en Francia. Esto provocó el enojo de Gerlach, lo que condujo a una disputa sobre las directrices políticas que determinarían la situación interna. Aun así, Bismarck mantuvo su punto de vista neutral sobre Napoleón III argumentando que era más anodino y banal de lo que el mundo pensaba, al contrario de lo que Gerlach suponía.

En realidad Bismarck no deseaba por entonces provocar guerra alguna, sobre todo porque sabía que eso era imposible reinando Federico Guillermo IV. No obstante, era plenamente consciente de que alguna vez habría que afrontar ese combate generado por los problemas del dualismo alemán, y por eso las palabras de Bismarck no hablan de la desaparición de la regulación del dualismo alemán, al contrario que otras interpretaciones erróneas. En una carta dirigida a su amigo Gerlach, Bismarck exige una delimitación de las esferas de influencia en Alemania con una línea de demarcación geográfica o política. Así al menos una guerra como la de los siete años aclararía las relaciones entre Prusia y Austria.
La Austria amiga había devenido en el incondicional enemigo Habsburgo, por lo que se estaba perdiendo la esperanza de que la situación cambiara con una política interior austríaca distinta. Prusia seguiría siendo siempre lo "suficientemente poderosa como para dejarle a Austria la libertad de movimientos que ambiciona. Nuestra política no tiene otro campo de maniobras que Alemania[...] Nosotros nos quitamos el uno al otro de la boca el aire que respiramos, uno tiene que retroceder, ya sea voluntariamente u obligado por otro". De todos modos, estas palabras no quieren decir que Bismarck se aventurara por el camino que iniciaría más tarde, en 1866. La expresión del dualismo milenario, vaga e imprecisa y retrotraída demasiado atrás en el tiempo, emana del contraste entre la Alemania del norte y la del sur, entre la protestante y la católica. Bismarck no pretendía eliminar el dualismo, sino poner en hora el reloj del progreso. A este respecto, Bismarck era consciente de que la Alemania del norte era una zona de influencia de Prusia. Esta nación no estaba todavía fijada, y así lo demostraba una simple ojeada al mapa. En esta situación, Bismarck pensó incluso en establecer contactos políticos con la Francia de Napoleón III. Otras potencias creían que Prusia y Francia no podrían converger jamás, y esto debilitaba la posición de Prusia. Bismarck visitó dos veces París desde Fráncfort para entrevistarse con Napoleón, y tuvo la impresión —justa por lo demás— de que el sobrino del gran Napoleón era más anodino y banal de lo que el mundo suponía.
Los contactos de Bismarck con Napoleón provocaron una famosa disputa con Gerlach sobre unas directrices políticas determinadas por la situación interna. Para Gerlach, Napoleón representaba el fermento revolucionario y en consecuencia cualquier tipo de negociación con él suponía una acción diabólica. Al revés que su amigo Bismarck, Gerlach pensaba que las convicciones sobre política interior carecían de relevancia en el campo de la política exterior. De Francia únicamente le interesaba su reacción frente a Prusia.

Por lo que a personas y potencias extranjeras concierne, yo no puedo justificar las simpatías o antipatías, ni admito las de los demás, porque no me lo permite el sentido del deber en el servicio exterior de mi país. De ahí arranca el embrión de la infidelidad hacia el señor o el país al que se sirve.
Gerlach

Gerlach se defendía así de la acusación bonapartista. Él era prusiano y en política exterior su ideal se basaba en una absoluta carencia de prejuicios, en la independencia a la hora de enjuiciar la aversión o predilección por Estados extranjeros. Napoleón no era el representante exclusivo de la revolución, pues por doquier surgían individuos que hundían firmemente sus raíces en el sustrato revolucionario.

Muchas de las concepciones que usted menciona en su carta están ya periclitadas, y sin embargo nos hemos acostumbrado a ellas; el hecho no debe maravillarnos, al igual que tampoco nos maravilla esa serie de prodigios durante las veinticuatro horas del día; debemos impedir, en consecuencia, la aplicación del concepto de "prodigio" a fenómenos que en sí no son más asombrosos que el nacimiento y la vida cotidiana del hombre.
Bismarck

Con esta argumentación Bismarck rompe con la ideología en el fondo determinista de su amigo Gerlach y, por ende, con la del monarca prusiano: "Debemos gobernar ateniéndonos a la realidad y no a la ficción". En su transcurso, Bismarck no abjuró de su concepción del mundo monárquico-conservador y protestante, aunque se negó en redondo a cimentar en ella una política exterior muy limitada en el plano teórico. Sus ideas sobre la política exterior sufrieron una evolución —no siempre tenida en cuenta— que por entonces se imponía ya por toda Europa. Hasta Rusia abandonó la política de principios que había desembocado en su alianza con Austria.

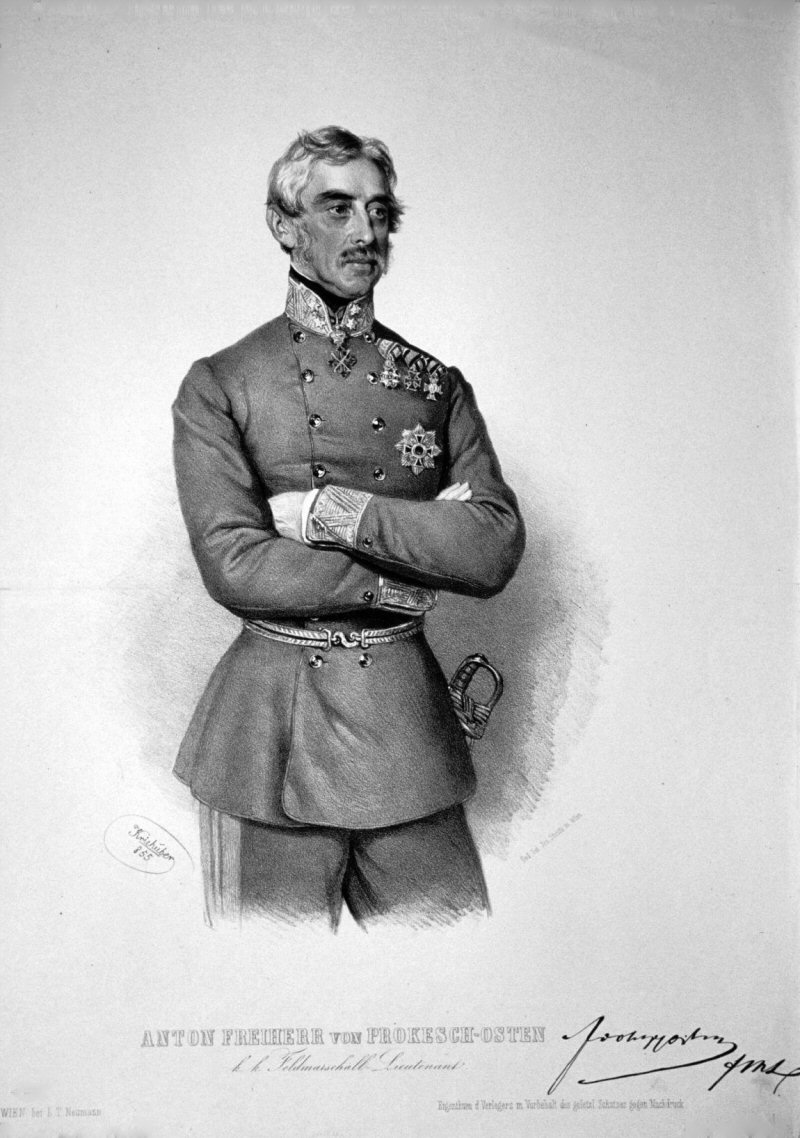
Anton von Prokesch-Osten (Graz, 10 de diciembre de 1795-Viena, 26 de octubre de 1876) fue uno de los grandes rivales de Bismarck. Prokesch reafirmó lo dicho por Von Rechberg de que Bismarck nunca estaba dispuesto a someterse en los dictados más altos del gobierno conservador: "A un ángel que bajase del cielo le cortaría el paso si no portara una escarapela prusiana; sin embargo, y muy a su pesar, le tendería la mano al mismo diablo si éste fuese capaz de procurar un pueblo alemán al Estado prusiano".

Bismarck no abrigó, en ningún momento de la disputa, la intención de romper con Gerlach, y de hecho en una de sus cartas le confesaba que estaba dispuesto a transigir y reparar la injusticia, si le demostraba que su posición era equivocada. Gerlach opinaba, sin embargo, que el talante abierto de su oponente era pura retórica; el comportamiento de Bismarck en Fráncfort y sus consejos a Berlín adquirían paulatinamente tintes más enérgicos; llegó a rechazar de manera tajante una convergencia tácita con Austria. Un representante de esta última potencia calificó una de sus conversaciones con Bismarck con los adjetivos "miserable y apenas creíble". El conde de Rechberg, interlocutor austríaco de Bismarck, afirmaba en 1862:

Si el señor Bismarck fuera ducho en las lides diplomáticas, sería uno de los grandes estadistas de Alemania, si no el primero; es valiente, firme, ambicioso, fogoso, pero incapaz de sacrificar sus ideas preconcebidas, sus prejuicios o sus ideas partidarias a cualquier principio de orden superior; carece por completo de mentalidad política práctica. Es un hombre de partido en el más estricto sentido de la palabra.

Rechberg ya no se recataba en afirmar que Bismarck no parecía dispuesto a someterse a los dictados superiores de una política gubernamental conservadora: Prokesch, otro de los oponentes de Bismarck, lo reafirmaría más adelante en Fráncfort con mayor contundencia. Prokesch, por tanto, percibía con claridad meridiana la esencia prusiana, el prusianismo subyacente a la actitud de Bismarck, cosa que este último nunca negó; criticó además con dureza el engaño mutuo de la gente merced a la "mentira sistematizada" que facultaba a cualquiera para hablar de sacrificarse en pro de Alemania en vez de reconocer que se persigue el propio interés.
Al concluir la guerra de Crimea, Austria quedó bastante aislada en el exterior. La Santa Alianza —y así lo constató Bismarck con aire satisfecho— había muerto. De todos modos, dos hechos coartaban la libertad de acción de Prusia: la enfermedad del rey Federico Guillermo IV y el no establecimiento de la regencia hasta 1858, que proporcionaría al futuro rey Guillermo la libertad de acción política. La nueva orientación, que en principio abrigaba el príncipe regente, restó a Bismarck apoyos en Berlín. El regente habló del futuro canciller con escasa simpatía, y su esposa Augusta lo odiaba desde 1848. El programa de las conquistas morales de Prusia en Alemania estaba en franca oposición al tono utilizado por Bismarck en Fráncfort. A pesar de todo, este último intentó ejercer una constante influencia en Berlín para conseguir sus objetivos políticos, y entre otros asuntos insistió en que Prusia, si mostraba una actitud liberal, podría fijarse metas tan amplias que Austria sería incapaz de aceptar; no obstante, se guardaría muy mucho de provocar a Prusia con métodos propagandísticos liberalizadores para ganarse así las simpatías nacionales de Alemania. A Prusia no le costaría grandes esfuerzos neutralizar a Austria en este terreno.

La Santa Alianza fue un acuerdo entre el emperador Francisco I de Austria, el rey Federico Guillermo III de Prusia y el zar Alejandro I de Rusia pactado el 26 de septiembre de 1815. Aunque se trataba de un acto de naturaleza política, con el caudillismo, el contenido del pacto era fundamentalmente religioso. Los tres monarcas declararon su firme resolución de utilizar como única regla de su gobierno, tanto en asuntos internos como externos, los principios de la religión cristiana: justicia, amor y paz. Como consecuencia, los gobernantes declararon su mutua fraternidad, por medio de la cual, no solamente se apoyarían entre sí, sino que se abstendrían de guerrear y guiarían sus asuntos y sus ejércitos en la misma forma. Sin embargo, tras la guerra de Crimea, según palabras de Bismarck, la alianza desapareció.

A finales de marzo de 1858, Bismarck presentó al príncipe Guillermo un extenso memorándum conocido como el Librito del señor Bismarck, que no debió de impresionar demasiado al regente, en el improbable caso de que llegara a leer sus prolijos argumentos. El memorándum revelaba con especial claridad la concisión expresiva de Bismarck, su aptitud para las metáforas y comparaciones certeras y su estilo depurado. Para Bismarck, la identificación entre el Bundestag y Alemania era una pura ficción:

Los intereses de Prusia coinciden por entero con los de la mayoría de los países pertenecientes a la Confederación, excepto Austria, y no con los de los gobiernos de dichos países, y nada más alemán que el desarrollo de los intereses particulares de Prusia bien entendidos.

Exigía la independencia de la política prusiana y aventuró la idea de utilizar las instituciones liberales en favor de Prusia y contra Austria y la Confederación. En marzo de 1859 afirmó, en el curso de una conversación, que el pueblo alemán era el mejor aliado de Prusia; Bismarck quería negociar con los estados alemanes al margen de la Confederación, igual que ocurrió otrora con la Unión Aduanera Alemana. Más tarde exigió al ministro-presidente de Prusia que sacara a la luz del sol, para que la gente conociera, las plantas del invernadero de la política de la Confederación; manifestó incluso que hasta en la cuestión de Schleswig-Holstein cabría adoptar una actitud más acorde con la idiosincrasia nacional.
Dado que el regente pretendía una política de buenas relaciones con Austria, tales sugerencias cayeron en saco roto en Berlín. La posición de Bismarck en Berlín se había debilitado desde la formación del gabinete de la nueva era. Su comportamiento en Fráncfort le había granjeado el odio de los políticos austríacos y de los Estados centrales. Su táctica chocaba frontalmente con el intento de efectuar conquistas morales en Alemania. Por entonces, Bismarck no gozaba prácticamente de ninguna simpatía entre los representantes de los demás Estados alemanes. Al fin, la influencia de la diplomacia austríaca logró el traslado del incómodo embajador ante el Bundestag, hecho que Bismarck juzgó una derrota de su propia política. A pesar de que se le nombraba embajador en San Petersburgo, considerado el cargo más relevante de la diplomacia prusiana, Bismarck no habló de que querían silenciarlo junto al Neva. El asunto fue, para él, una puñalada trapera; de hecho el embajador austríaco en Berlín se enteró del traslado antes que el propio interesado. Bismarck calificó este hecho, muy acertadamente, como una victoria de la política de Austria, pues lo arrancaba de su verdadera tarea. En la sesión de despedida de la Dieta de Fráncfort, Bismarck renunció a las habituales observaciones fraseológicas características de tales ocasiones, con lo que el embajador presidencial austríaco no pudo pronunciar su proyectado discurso de despedida a Bismarck.
Este, durante sus últimos días de estancia en Fráncfort, se reunió a menudo con el embajador italiano, hecho que provocó una enorme inquietud ante la guerra que se avecinaba entre Austria, por un lado, y Francia e Italia, por el otro. En mayo de 1859, Bismarck escribía al edecán del regente:

Dada la situación actual, tenemos de nuevo seguro el primer premio, si dejamos que Austria y Francia se desgasten en la guerra y luego nos encaminamos al sur con todas nuestras tropas, arrancamos los postes fronterizos y los clavamos de nuevo en el lago de Constanza o bien en la zona donde cesa el predominio del protestantismo.

Según él, los habitantes de tales territorios se pondrían de buen grado al lado de Prusia antes que a favor de sus gobiernos anteriores, máxime si el regente cambiaba la denominación de reino de Prusia por el de reino de Alemania. En este aspecto Bismarck infravalorar las fuerzas antagónicas de los territorios protestantes y limitaba su plan de trasladar las fronteras respetando el sur católico. Si Baviera resultaba un pez demasiado gordo para ese anzuelo, podía dejársela salir. En resumen: en aquella época, Bismarck, al igual que Ferdinand Lassalle, deseaba aprovechar la guerra entre Francia y Austria como arma arrojadiza contra la potencia de los Habsburgo. Anteriormente, Bismarck ya había dejado dicho que las grandes crisis generaban el clima propicio para que Prusia emprendiera una política expansionista. A pesar de todo, Bismarck, de haber dirigido los rumbos exteriores de su país, difícilmente hubiera seguido la política expuesta en esa carta privada. Por otro lado, la misiva revela sin ambages su meta final, panprusiana y protestante. Bismarck no aspiraba en absoluto a fijar las fronteras de un Estado alemán reducido. Incluso en 1866, la limitación del expansionismo prusiano al norte de Alemania y a la zona de predominio protestante habrían de desempeñar un papel de primera magnitud. A pesar de todo, la carta refleja fielmente la evolución de Bismarck, que de aliado de Austria pasa a ser su más enconado opositor y muestra al mismo tiempo la superación de cualquier política expansionista rígida y cerrada en sí misma. La advertencia de no colocarse frente a Rusia, ya no merecía crédito en el interior. No obstante, en el plano político, la evolución personal de Bismarck se enriquecería con nuevas experiencias fuera del reducido escenario de Fráncfort del Meno y sería consecuencia directa de su nombramiento como embajador de Prusia ante la corte de San Petersburgo.

#### Embajador en San Petersburgo
Bismarck llegó a San Petersburgo a fines de marzo del año 1859. La ciudad en un principio le causó una impresión muy grata: "Lo único que me saca de quicio es no poder fumar por la calle". En San Petersburgo, Bismarck fue recibido por la familia real con los brazos abiertos. Una larga enfermedad interrumpió sus actividades. Además permaneció fuera de dicha ciudad, concretamente en Berlín, durante casi un año esperando su nombramiento como ministro.
Durante los primeros meses en San Petersburgo, Bismarck, al igual que había hecho durante la guerra de Crimea, centró todos sus esfuerzos en impedir una intervención de Prusia en favor de Austria, consciente de que Rusia no lo toleraría. Prusia, pensaba, no era lo bastante rica como para agotar sus recursos en guerras "que en nada nos benefician". Hablaba también de la posibilidad de aprovechar la situación creada para desgajarse de la Confederación:

A mi entender, las relaciones de Prusia con la Confederación constituyen una lacra para nuestro país, que tarde o temprano tendremos que curar ferro et igni, si no aprovechamos la estación propicia para emprender el tratamiento oportuno.

Bismarck predicaba el apartamiento del Bundestag, dominado por Austria y los Estados centrales, pero por otro lado aceptaba con resignación la política exterior de su país:

Seguiremos siendo una tabla a la deriva surcando nuestras propias aguas, empujada de un lado a otro por vientos extranjeros, y ¡qué vientos!: mezquinos y hediondos.

En aquella época, Bismarck se defendía de los continuos ataques que le dirigía la prensa, recriminándole su mezquina concepción de la política exterior. A él, sin embargo, le parecía honroso ser temido por los enemigos de Prusia y rechazaba el reproche que le hacían de querer entregar a los franceses la orilla izquierda del Rin. En una última polémica con Leopold von Gerlach, Bismarck justificó su juicio sobre Napoleón III, aduciendo que no se le debía conceder demasiada importancia. Para él, la política prusiana debía atender a criterios de pragmatismo político. Cierto que no deseaba una alianza con Francia, pero tampoco había que desechar esa posibilidad, "pues no se puede jugar al ajedrez cuando a uno le han prohibido de antemano 16 de las 64 casillas". Creía útil para la política prusiana la creación de un Estado italiano, sustentando así una opinión antagónica a la de sus amigos conservadores. En diciembre de 1860 escribía al ministro:

Por lo que respecta a la política interior de mi país, soy, por convicción y por pragmatismo, amén de por costumbre, tan conservador como me lo permite mi monarca y dueño y señor, y sería capaz de ir hasta la Vendée incluso por un rey con cuya política estuviese en desacuerdo; pero sólo por mi rey. Sin embargo, en lo concerniente a las relaciones con los demás países, yo no reconozco compromiso alguno basado en los principios; yo contemplo su política únicamente a la luz de la utilidad que tiene para mi país.

En septiembre de 1861, Bismarck criticó la visión negativista que ofrecía el programa político del partido conservador, pues se limitaba a decir que no era lo que no quería. En su opinión, la idea de solidaridad entre los intereses conservadores constituía una peligrosa ficción; atacó la "patraña de la soberanía" de los príncipes alemanes y defendió ciertas instituciones comunes. "Además, no entiendo por qué retrocedemos como comadrejas ante la idea de que exista una representación popular, ya sea en el seno de la Confederación o en un Parlamento de la Unión Aduanera". Con esta idea de la representación popular, Bismarck pretendía atemorizar a los gobiernos de los restantes Estados alemanes y al mismo tiempo confluir con esa poderosa corriente de la época que fomentaba los sentimientos nacionalistas. Fue él el primero en expresar la idea de unificar Alemania, excluyendo a Austria, y esbozó un intento de solucionar el problema con la ayuda de una Asamblea Nacional. Bismarck, por tanto, pensaba que Prusia podría negociar con los restantes Estados al margen y aun en contra de los deseos de la Dieta de Fráncfort.
Mientras en la época de la revolución Bismarck recalcaba su acentuado prusianismo, ahora, en sus formulaciones, se identifican el interés de Alemania y el de Prusia. Ya en el verano de 1860 afirmaba:

El caso es que a la larga sólo tenemos un punto de apoyo seguro [...] el vigor nacionalista del pueblo alemán, y así será mientras éste considere al ejército prusiano su paladín y su esperanza de futuro y no vea que entramos en guerra para favorecer a otras dinastías que las de los Hohenzollern.

En marzo de 1861 manifestó que la monarquía de los Habsburgo debía trasladar su centro de gravedad a Hungría.
Todos estos proyectos e insinuaciones políticas surgieron en un momento histórico en que Prusia tenía dificultades crecientes en el interior. El conflicto constitucional prendió con la cuestión de la reforma del ejército, de la que el regente había hecho un asunto personal. Von Roon, ministro de Guerra y contrario a los liberales en la nueva era, defendió el nombramiento de Bismarck como ministro. El regente, no obstante, se resistía a dar ese paso, pues recelaba de Bismarck: "Me consideraba más fanático de lo que era en realidad".
Por entonces, Bismarck, pese a su ideología conservadora, se había propuesto, en aras de la política alemana, no agudizar la oposición a los liberales y tenía sus dudas sobre la oportunidad del deseo del rey de recibir en Königsberg el juramento de fidelidad, idea que horrorizaba a los liberales. Bismarck pensaba que la corona solo podría evitar los conflictos internos propiciando una evolución de la política exterior.

La falta de experiencia política ha contribuido poderosamente a la tendencia actual a examinar con lupa los asuntos más nimios: desde hace catorce años hemos inculcado a la nación el gusto por la política, pero no hemos satisfecho su apetito y ahora busca alimentos en las alcantarillas. Somos casi tan frívolos como los franceses; estamos convencidos de nuestro prestigio en el exterior y, sin embargo, toleramos muchísimas cosas en el interior.

Bismarck recomendaba con ahínco una política exterior más independiente cada día de simpatías dinásticas. La oposición de la Cámara baja a la reforma militar desaparecería de un plumazo si el monarca dejaba entrever que utilizaría el ejército para apoyar la política de unificación nacional. Este análisis captaba muy acertadamente la actitud de la Dieta; por otro lado, Bismarck deseaba actuar con contundencia contra los diputados de la oposición. En una carta a Roon vaticinaba que su nombramiento no tardaría en demostrar que el rey estaba muy lejos de darse por vencido:

Quizás entonces, al pasar revista el ministro a un batallón preparado para la lucha, produzca una impresión que es impensable en la actualidad; es más: si antes se da la matraca con ruido de sables y rumores de golpes de Estado, mi vieja reputación brutal de irreflexivo me ayudará y todo el mundo pensará: "Caramba, ya ha empezado el jaleo". Entonces no cabe duda de que el resto de los Estados se avendrán a negociar.

En marzo de 1862 Bismarck recibió la orden de abandonar San Petersburgo. No obstante, el rey Guillermo no estaba aún decidido del todo a nombrarle ministro.

#### Embajador en París
En abril de 1862 se trasladó a París como embajador de Prusia y allí permaneció hasta septiembre de ese mismo año. Estos meses fueron más bien unas vacaciones, pues Bismarck no tuvo demasiado trabajo. Aprovechando su visita a la Exposición Internacional de Londres, entró en contacto con destacadas personalidades de la vida inglesa. Al marchar a la capital francesa, Bismarck se fue solo, pues deducía de una observación de su rey que su nombramiento ministerial estaba al caer. Acuciado por la impaciencia, escribía una carta tras otra a su patria, sobre todo a Roon, urgiéndole para que se tomara la decisión que esperaba. A su mujer, sin embargo, que no deseaba en absoluto que se le nombrase ministro, le confiaba que, de llegar al cargo, duraría en él muy pocos meses. En aquellos años, Bismarck no ambicionaba el cargo de ministro y de hecho insistió en varias ocasiones en que prefería la embajada, puesto que le parecía un paraíso en comparación con el enloquecedor trabajo ministerial: "No obstante, si me apuntan con una pistola pidiéndome que responda sí o no, tendría la sensación de cometer cobardía si en la situación actual, tan intrincada y difícil, respondiera con un "no". En París, la provisionalidad de la situación le desazonaba. Deseaba asumir sus responsabilidades, pero también era consciente de las dificultades que entrañaba su cometido y había decidido que solo aceptaría el cargo de ministro-presidente contando con el apoyo incondicional del rey.
Desde su estancia en San Petersburgo, su estado de salud le causaba serias preocupaciones. En la época de Fráncfort se quejaba de que su existencia transcurría entre el despacho y las recepciones. "A menudo me invade una sensación de profunda nostalgia cuando después de finalizar el trabajo oficial, cabalgo, solitario, por el bosque y recuerdo la tranquilidad bucólica de mi vida pasada". A pesar de todo, en Fráncfort, no se resintió su salud. Su labor en el Bundestag le dejaba tiempo suficiente para montar a caballo y para nadar. En 1859, sin embargo, contrajo una grave enfermedad; durante largo tiempo padeció sus secuelas, lamentándose por no restablecerse completamente. A principios de 1862 —año en que fue nombrado ministro-presidente— decía: "Tres años atrás hubiera sido un ministro aceptable, pero hoy me veo como un artista de la equitación enfermo y obligado a seguir con sus saltos".
Bismarck explicó entonces que tenía un temor reverencial a inmiscuirse en las negociaciones sobre su futuro. Era algo muy típico en él: estaba dividido en su interior y jugaba siempre con varias posibilidades en orden a su destino tanto personal como político. Bismarck mantuvo siempre la opinión de que ni siquiera un gran estadista podía configurar la historia. Enjuiciaba con resignación sus propios actos y la situación de su país. En noviembre de 1858 acariciaba la idea de retirarse a los "cañones de Schönhausen", es decir, renunciar a la actividad política. En los tiempos de la nueva era la situación de su patria le desesperaba:

Pero Dios, que puede preservar y aniquilar a Prusia y al mundo, sabe por qué las cosas tienen que ser así, de manera que no deseamos exasperarnos con el país que nos ha visto nacer ni con su gobierno, por cuya iluminación rezamos [...] ¡SEA LO QUE DIOS QUIERA!, pues todo es cuestión de tiempo, los pueblos y los hombres, la necedad y la sabiduría, la paz y la guerra, que van y vienen como las olas mientras el mar permanece. A los ojos de Dios, ¿qué son las naciones y su poder y su gloria, sino hormigueros y colmenas que aplasta la pezuña de un buey o alcanza la habilidad disfrazada de apicultor?

A pesar de sus ansias por servir a su país, Bismarck, a quien de entre las múltiples condecoraciones solo impresionaba la medalla de salvamento, carecía de cualquier ambición o vanidad externa. Siempre fue de la opinión de que el individuo no podía forjar el destino: "Solo nos queda esperar hasta oír los ecos del paso de Dios a través de los acontecimientos, y luego echar a correr hacia delante para asir la punta de su túnica".
Dentro del análisis global de Bismarck, se debe considerar también su estrecha vinculación con la naturaleza, su amor hacia las plantas y su alegría ante cualquier paisaje hermoso. La infinidad de descripciones paisajísticas que pueblan su correspondencia demuestran su extraordinaria fuerza expresiva. Los informes de Bismarck revelan a su autor como uno de los mejores prosistas en lengua alemana del siglo XIX. Fue también un buen padre de familia, amoroso y comprensivo con sus hijos; a su mujer intentó siempre consolarla por las obligaciones oficiales inherentes a su cargo, que para ella, con toda seguridad, no debía de ser nada agradable. Johanna esperó de muy mala gana la posibilidad de que su esposo se convirtiera en ministro. De hecho, Bismarck comunicó a su esposa su nombramiento cuando ésta ya debía de saberlo: "Te habrás enterado de nuestra desgracia en los periódicos". Por otra parte, semanas atrás Bismarck había convenido con Roon una clave para que el primero regresara a Berlín al llegar la hora decisiva. Sin embargo, un viaje de vacaciones a Biarritz le hizo olvidar por completo la política. En dicha localidad pasó unos días inolvidables en compañía del diplomático ruso príncipe Orlov y su joven esposa. En carta a su hermana, Bismarck reconocía haberse enamorado un poco de la "bonita princesa": "Tú sabes que esto me pasa en ocasiones, sin que haga daño a Johanna". A su esposa le escribió diciéndole que las vacaciones habían acabado por restablecerle del todo. Al igual que en el pasado había hecho en Aquisgrán, Bismarck prolongó motu proprio su permiso y se olvidó del correo y de la prensa. Al regresar a París encontró un telegrama de Roon con la clave convenida:

Periculum in mora, dépêchez-vous.
El retraso es peligroso, date prisa.

#### Causas del nombramiento como ministro
A la vista del rumbo que había tomado el conflicto constitucional, el rey se vio metido en un aprieto. De haber existido otra solución, Guillermo I no había nombrado a Bismarck ministro-presidente. Las reflexiones históricas posteriores nos han hecho olvidar a menudo que en el momento del nombramiento todo parecía indicar que el poderío de la corona prusia, lejos de ascender, declinaba. Desde la muerte de Federico el Grande, ningún gran rey había ocupado el trono de Prusia. La simpatía que desprende la sencilla personalidad de Guillermo I no debió encubrir el hecho de que como regente y como monarca había llevado a Prusia a un callejón sin salida. Quiso abdicar, pues la ideología de sus ministros no le permitía continuar la política que parecía prescribirle su conciencia. Si Federico, príncipe heredero que accedió al trono imperial herido de muerte, hubiera aprovechado entonces la oportunidad, Bismarck no habría sido nombrado ministro y la historia prusiana y alemana hubiera sido muy distinta. La negativa del príncipe heredero a aceptar en septiembre de 1862 la proyectada abdicación de su padre, se debió en primer lugar a consideraciones humanitarias, aunque quizá le influyera también la sensación de tener que afrontar una tarea irresoluble.
El plan de abdicación del monarca generó, para Bismarck, una situación nueva. La abdicación, al menos en un principio, habría significado una victoria de los liberales, cosa que Bismarck y su amigo Roon estaban dispuestos a evitar a todo trance. Al llegar a Berlín, su nombramiento no estaba ni muchísimo menos decidido. En una entrevista efectuada en el castillo de Babelsberg entre Guillermo y Bismarck, el rey discutió minuciosamente con su interlocutor la situación desesperada, y al final acabó convencido y de acuerdo con Bismarck en que había que adoptar medidas enérgicas contra la Cámara de Diputados. Le nombró ministro-presidente porque no quedaba otra opción. Bismarck se comprometió a poner en práctica la reforma militar aun con la oposición de la mayoría de la Cámara de Diputados. En el curso de la entrevista, Bismarck prometió solemnemente al monarca fidelidad absoluta e incondicional, rindiéndole casi vasallaje igual que en épocas pretéritas, pero al mismo tiempo le sugirió la destrucción del borrador de programa que había formulado por escrito.

#### Nombramiento como ministro
El 23 de septiembre de 1862, Bismarck fue nombrado ministro-presidente en funciones del Consejo de Ministros; el 8 de octubre tuvo lugar el nombramiento definitivo y firme. El rey se deshizo en disculpas con su esposa por haber nombrado para el cargo a su mortal enemigo: "Después de orar y analizar cuidadosamente el asunto, he tomado al fin esa decisión", escribió a la reina Augusta.
En esos días, nadie era capaz de imaginar ni por lo más remoto que semejante nombramiento iniciaba una colaboración de casi tres décadas entre el monarca y su nuevo ministro-presidente. Tampoco cabía suponer que ese hombre, al que el pueblo tachaba de Junker por su comportamiento durante el año 1848, conseguiría en un plazo relativamente corto la unificación de Alemania. Al principio, la impresión generalizada era que el gabinete Bismarck no duraría demasiado, y él mismo lo creía así a tenor de la carta antes aludida que escribió a su esposa. Todo el mundo temía un gobierno al margen de las instituciones estatales, un predomino de los sables, guerras en el exterior y un decadentismo ruinoso siguiendo las huellas del anciano Heinrich von Treitschke, quien escribió en esa época que "se gobernaba dando muestras de una consumada frivolidad". A esto se le debe añadir la oposición a la política exterior de sus amigos conservadores y hasta del rey. El éxito de la espinosa cuestión de Schleswig y Holstein en 1864 pareció convencer a la mayoría de que el gabinete Bismarck estaba lejos de ser un mero episodio. De cualquier modo, los diplomáticos extranjeros no tardaron en darse cuenta de que el entonces embajador de Prusia en Fráncfort del Meno era un hombre con grandes dotes políticas.

### El conflicto constitucional (1862-1864)

#### Posesión del "timón prusiano"
Bismarck tomó el timón de Prusia en una época muy comprometida, tanto en el interior como en el exterior. Nada más lejos de su ánimo que agudizar las disputas en torno al conflicto constitucional, y así lo recalcó una y otra vez en las primeras semanas del mandato; con los diputados utilizó palabras amables, y como símbolo de reconciliación presentó la rama de olivo que Katharina Orlov le había entregado al despedirse en Aviñón. Su gesto no halló ningún eco, pues todos creían que era partidario de una política basada en la violencia. Sus palabras, que ofrecían la posibilidad de llegar a un acuerdo, apenas lograron impresionar a los diputados, pues los dos partidos partían de planteamientos ideológicos radicalmente distintos. Nadie creía que estuviera a favor de la existencia de un Parlamento en Alemania; se le reprochaba su deseo de salvar las dificultades interiores trasladándose al exterior.
La primera comparecencia de Bismarck ante los diputados de la Comisión de Presupuestos no contribuyó precisamente a causar una buena impresión. Habló de reconciliación, pero también afirmó que el problema jurídico planteado podría convertirse en una cuestión de poder; Alemania no tenía puestos los ojos en el liberalismo prusiano, sino en su poderío:

Las fronteras de Prusia fijadas por el Tratado de Viena no favorecen un desarrollo sano del Estado; los grandes problemas de la época no se resolverán con discursos y decisiones tomadas por mayoría —éste fue el tremendo error de 1848 y 1849—, sino con el hierro y la sangre.

## La unidad alemana en beneficio de Prusia

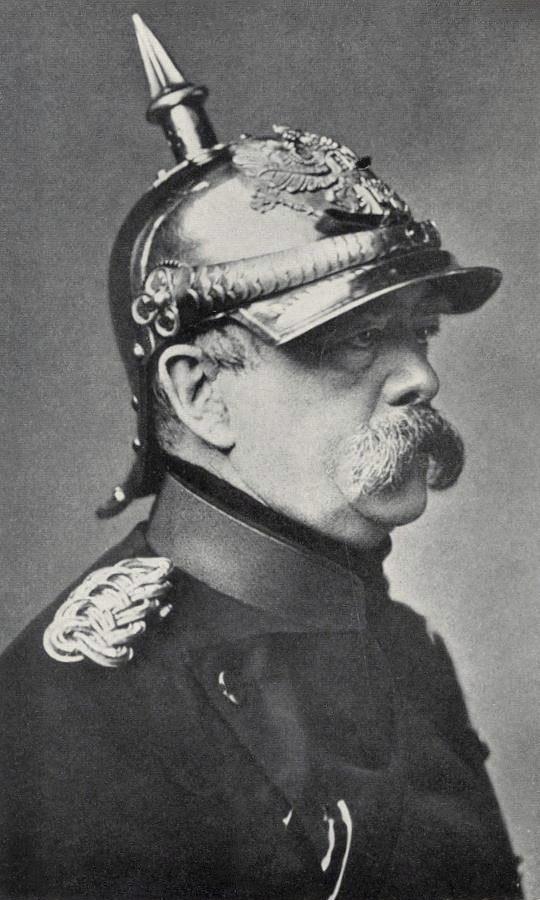
Retrato de Bismarck, realizado en 1871.

Bismarck se dedica a un objetivo fundamental: realizar la unidad en beneficio de Prusia y con exclusión del Imperio austríaco. Para conseguirlo empleó la formación de un ministerio fuerte que gobierna superando la crítica de la oposición liberal, la perfecta reorganización de un ejército poderoso bajo la dirección de Helmuth von Moltke, la acción diplomática para garantizar la neutralidad favorable a Prusia de Francia y Rusia, y lograr el aislamiento diplomático del Imperio austríaco. Para hacerlo posible fue necesario realizar tres guerras sucesivas entre 1864 y 1870:
- Guerra contra Dinamarca (1864). La primera ocasión se planteó con motivo de la cuestión de los ducados de Schleswig y Holstein contra Dinamarca, en el año 1864. Ante la voluntad del rey de Dinamarca de incorporar estos ducados a su reino, Bismarck reclama a la Dieta de Fráncfort la intervención militar. La rápida victoria de Austria y Prusia conlleva que Schleswig quede bajo administración prusiana y Holstein bajo la del imperio austríaco. Pero pronto surgirán diferencias entre los dos Estados administradores.

- Guerra contra Austria (1866). Ante las diferencias por la administración de los ducados, Bismarck se reúne con Napoleón III para conseguir la neutralidad de Francia y se asegura la alianza de Italia que aspira a la incorporación de Venecia. En junio de 1866, Bismarck pide la exclusión del Imperio austríaco de la Confederación y ocupa Holstein. Este hecho desencadena la guerra. La iniciativa y las victorias correspondiente a los prusianos y a sus aliados. La batalla de Sadowa (o Sadova) ocurrida el 3 de julio de 1866, permitió un avance considerable en el proceso de la unificación alemana, consolidando la hegemonía prusiana dentro de los Estados alemanes en detrimento del Imperio austríaco. La paz de Praga, firmada el mes de agosto de 1866, representa un giro importante en la historia de Alemania: Prusia se anexiona Hannover, Hessen Frankfurt y los ducados de Schleswig y Holstein; el Imperio austriaco reconoce la disolución de la Confederación Germánica y su exclusión del Estado alemán; Italia, por su parte, consigue del Imperio austríaco la cesión del territorio de Venecia, además Bismarck concluye con los Estados del sur de Alemania —Baviera, Wurtemberg, Baden y Hesse— un acuerdo por el que se restaura el Zollverein, o unidad económica y militar. En aquellos momentos, julio de 1867, la Confederación alemana engloba a 23 estados alemanes bajo la hegemonía prusiana. La Constitución daba una estructura federal en la unión, su presidente era el rey Guillermo I de Prusia, el canciller federal era Bismarck, y disponía de una Cámara elegida por sufragio universal con poderes limitados, y de un Consejo federal donde estaban representados los príncipes y las ciudades de la unión, el gobierno federal residía en Berlín, el ejército seguía el modelo prusiano y la Constitución aseguraba el predominio de Prusia en la Confederación. Con estas medidas la unidad económica y militar de la pequeña Alemania de 1848 estaba ya realizada en torno a Prusia, pero la unidad política solo se alcanzó tras la guerra contra Francia.

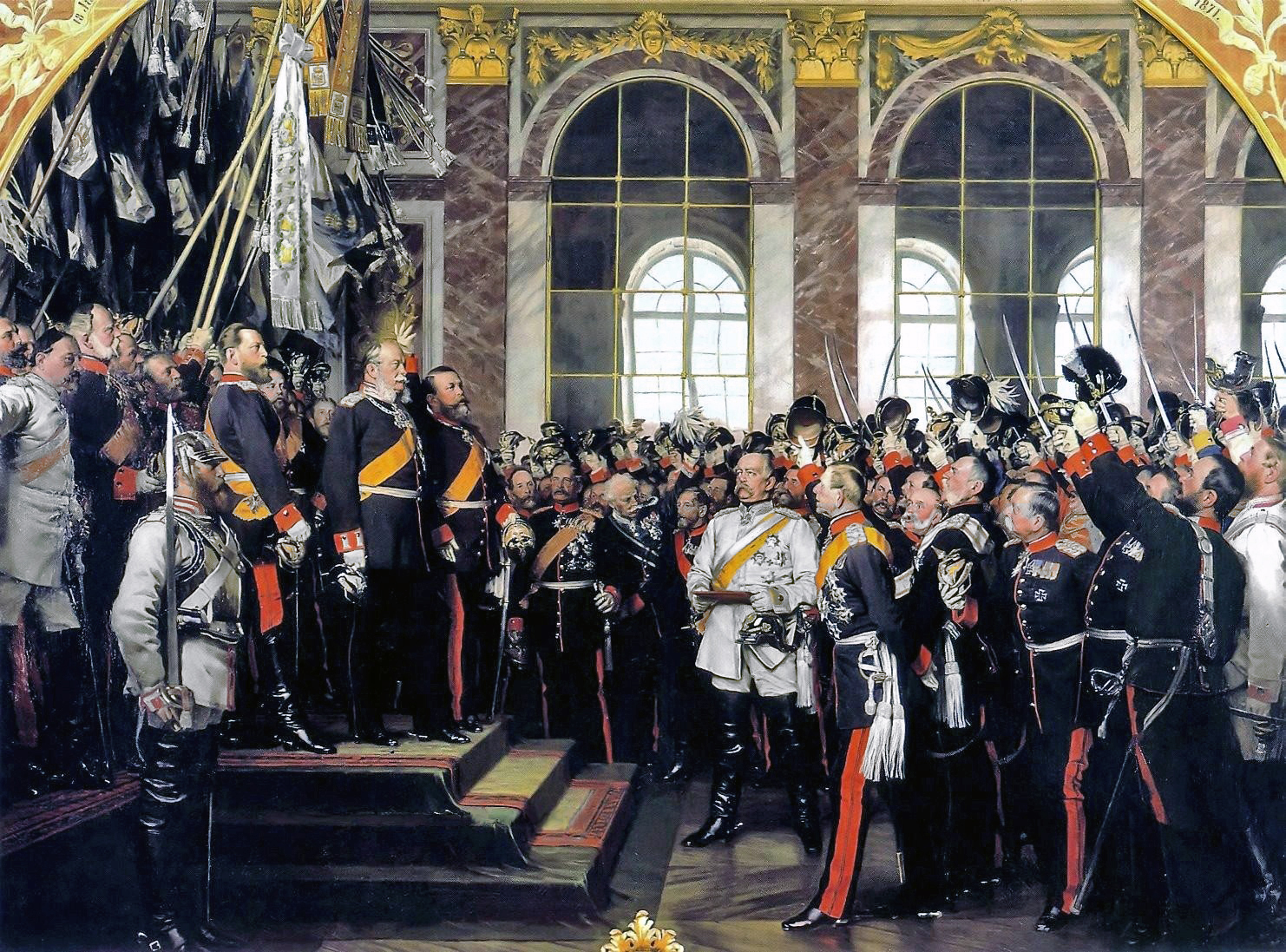
Proclamación del Imperio alemán en la Galería de los espejos de Versalles. Bismarck aparece en el centro, vistiendo uniforme blanco.

- Guerra franco-prusiana (1870). La ocasión para el conflicto se presentó con motivo de la candidatura Hohenzollern al trono vacante de España, donde Bismarck maniobra para conseguir que Napoleón III aparezca como agresor. El 17 de julio de 1870, Francia declara la guerra a Prusia y los Estados alemanes aliados del sur. La guerra se desarrolla entre agosto de 1870 y enero de 1871, y constituye una victoria total de Bismarck: Francia resultó aislada diplomáticamente y con un ejército mal preparado, mientras Prusia disponía de un magnífico ejército bien organizado bajo la dirección de Helmuth von Moltke y, además, cuenta con el apoyo de los Estados alemanes del sur. El desarrollo de la guerra es totalmente favorable a Prusia. Tras la batalla de Sedán Napoleón III capitula.

Bismarck, con la guerra franco-prusiana, consigue su objetivo: crear el Imperio alemán (1871) con la integración de los Estados del sur con el resto. El 18 de enero de 1871 se proclamó el Imperio alemán en Versalles y Guillermo I, emperador de la Alemania unificada, con Bismarck como canciller. La Francia derrotada se reorganiza como República y firma el tratado de paz de Fráncfort que estipula la cesión de Alsacia y Lorena al nuevo Estado alemán, el pago de indemnizaciones de guerra y una garantía con la ocupación militar alemana de departamentos de noreste. En 1871 se establece la hegemonía alemana sobre el continente europeo y la constitución imperial de 1871 fija las características del nuevo Imperio: la delimitación territorial con la unión federal de todos los Estados, las instituciones políticas y administrativas, los principios y los aspectos del federalismo y la unidad. Alemania se hace grande: Berlín concentra la vida política del nuevo Estado y actúa como una de las grandes capitales políticas de Europa, el desarrollo económico se intensifica hasta conseguir que el nuevo Estado sea uno de los grandes gigantes industriales y capitalistas, y en política internacional se imponen los llamados sistemas bismarckianos.

## La creación del Imperio alemán
El canciller germano concentró su atención en el equilibrio dentro del continente europeo, mientras el resto de las grandes potencias orientaban su actividad hacia la formación de un imperio colonial. La opinión inicial de Bismarck era contraria a las empresas coloniales para cuyo control Alemania no disponía de un potencial naval. Por otra parte, mientras algunas potencias consideraban la actividad colonizadora como una fórmula para suavizar la presión demográfica, Bismarck contemplaba con recelo las migraciones, y consideraba que una población numerosa en la metrópoli era indispensable para mantener un papel relevante en la escena internacional. Las ventajas económicas tampoco eran evidentes y, sobre todo, la amistad con el Reino Unido, requisito indispensable del sistema diplomático continental, podía enfriarse si aparecían tensiones coloniales. Por otra parte, no se podían ignorar las peticiones colonialistas que formulaban desde los años 1860 los comerciantes de Hamburgo. Y, además, a finales de los años 1870, la crisis económica, las tensiones sociales y una mayor presión (como la Sociedad Colonial, por ejemplo) inclinaron al canciller a revisar su postura, pero señalando que debería tratarse de una expansión limitada, y que no supusiese compromisos financieros para el Estado.
La actividad colonizadora alemana se desarrolla en cuatro zonas: el golfo de Guinea con el protectorado de Togo y Camerún, en el suroeste africano se proyecta la explotación de minas de cobre; en África Oriental se recorren las regiones ubicadas ante la isla de Zanzíbar; en Oceanía se proclama la soberanía sobre el noreste de Nueva Guinea y el archipiélago de Nueva Bretaña, llamado archipiélago Bismarck en honor al canciller.
La Conferencia de Berlín en los años 1884-1885 define los derechos coloniales y regula los dominios sobre las cuencas de los grandes ríos, y sobre todo, del río Congo. Bismarck se erige en el árbitro de las cuestiones coloniales, pero al precio de enfriar las relaciones con Londres y acercar el gobierno británico al francés.

## Últimos años

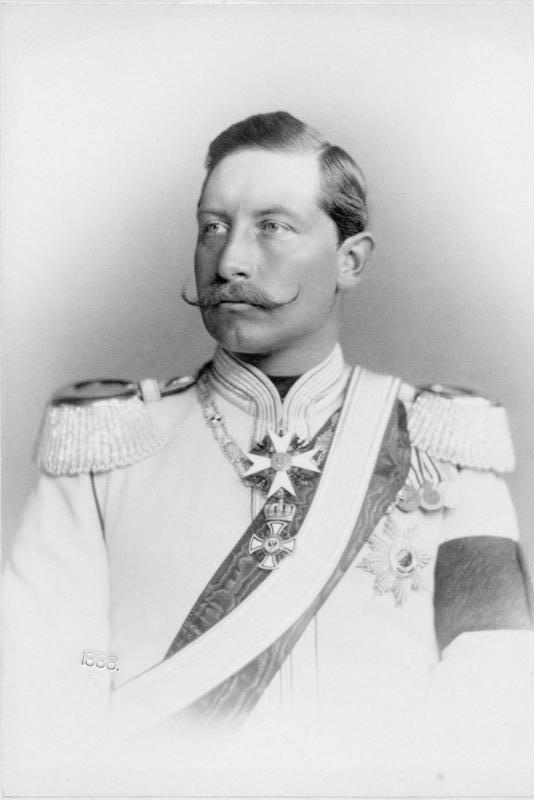
El emperador Guillermo II de Alemania, fotografiado en 1888.

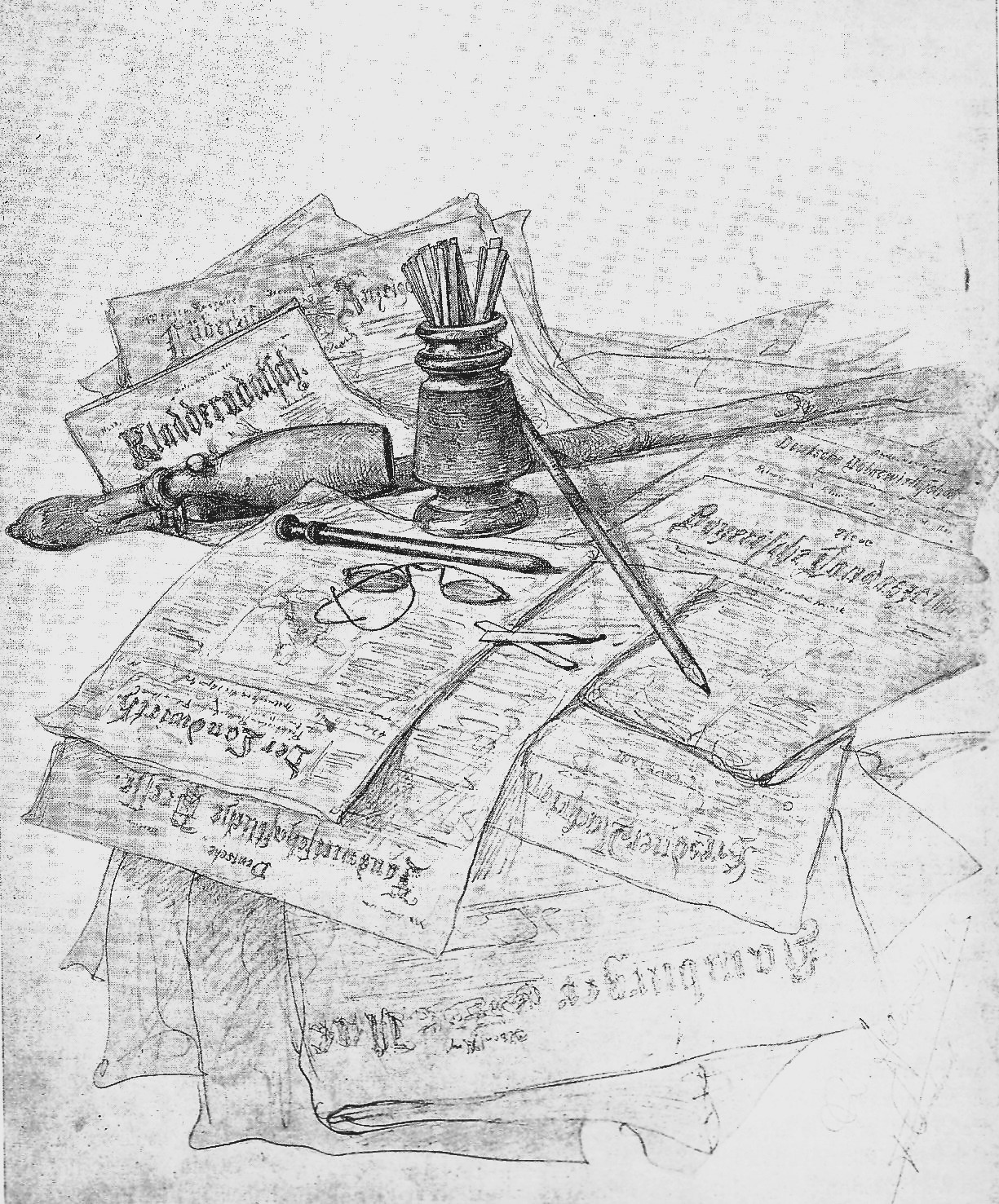
Mesa de lectura del Príncipe von Bismarck por Christian Wilhelm Aller (1892).

En 1888 el emperador alemán Guillermo I murió dejando el trono a su hijo, Federico III. Pero el nuevo monarca ya estaba sufriendo de un cáncer de garganta incurable y falleció después de un reinado de solo tres meses. Fue sustituido por su hijo, Guillermo II. El nuevo emperador se opuso a la cuidadosa política exterior de Bismarck, prefiriendo la expansión vigorosa y rápida. Los conflictos entre Guillermo II y su canciller pronto agriaron su relación. Bismarck creía que podía dominar a Guillermo y mostró poco respeto por sus políticas en la década de 1880. Su separación definitiva se produjo después de que Bismarck tratara de poner en práctica las leyes antisocialistas a principios de los años 1890. La mayoría Kartell en el Reichstag, fruto de la amalgama entre el Partido Conservador y Partido Liberal Nacional, estaba dispuesta a hacer la mayoría de las leyes permanentes, pero estaba dividido sobre la ley que daba a la policía la facultad de expulsar a los agitadores socialistas de sus hogares, un poder usado en exceso y muchas veces contra los opositores políticos. Los liberales se negaron a hacer esta ley permanente, mientras que los conservadores apoyaron la totalidad del proyecto de ley, amenazaron y finalmente lo hicieron, con vetar la ley en su totalidad, ya que Bismarck no estaría de acuerdo en un proyecto de ley modificado.
Mientras el debate continuaba, Guillermo se mostraba cada vez más interesado en los problemas sociales, especialmente el trato a los mineros que se declararon en huelga en 1889 y, de acuerdo con su política activa en el gobierno, habitualmente interrumpía a Bismarck en el Consejo para dejar clara su política social. Bismarck estaba fuertemente en desacuerdo con la política de Guillermo y trataba de evitarla. Aunque Guillermo apoyaba la modificación del proyecto de ley de antisocialista, Bismarck buscaba conseguir su apoyo para vetar la ley en su totalidad. Como sus argumentos no convencieron a Guillermo, Bismarck se puso nervioso y agitado hasta que, extrañamente, mostró sus motivos para hacer caer el proyecto de ley: conseguir una agitación de los socialistas hasta producir un violento enfrentamiento que pudiera ser utilizado como pretexto para reprimirlos. Guillermo respondió que no estaba dispuesto a abrir su reinado con una campaña sangrienta contra sus propios súbditos. Al día siguiente, después de darse cuenta de su error, Bismarck trató de llegar a un acuerdo con Guillermo, al aceptar su política social hacia los trabajadores industriales, e incluso propuso un Consejo Europeo para discutir las condiciones de trabajo, presidido por el emperador de Alemania.
Sin embargo, un giro de los acontecimientos condujo a su alejamiento de Guillermo. Bismarck, sintiéndose presionado y poco apreciado por el Emperador y hostigado por sus ambiciosos adversarios, se negó a firmar una proclama sobre la protección de los trabajadores junto con Guillermo, como requería la Constitución alemana, en protesta por la injerencia cada vez más grande de Guillermo sobre la autoridad antes incuestionable de Bismarck. Bismarck también trabajó entre bastidores para romper el Consejo Continental de trabajo en el que Guillermo había puesto su corazón.

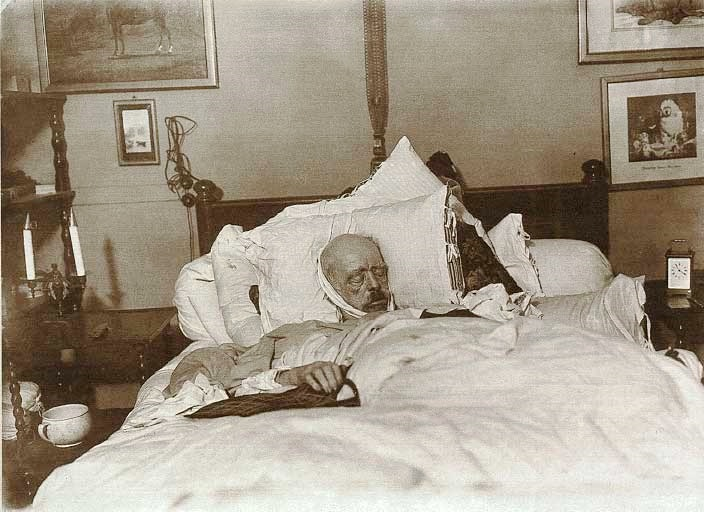
Bismarck en su lecho de muerte.

La ruptura final llegó cuando Bismarck buscó una nueva mayoría parlamentaria, con su Kartell despojado de poder por el fracaso del proyecto de ley antisocialista. El resto de fuerzas en el Reichstag eran el Partido de Centro Católico y el Partido Conservador. Bismarck deseaba formar un nuevo bloque con el Partido del Centro, e invitó a Ludwig Windthorst, el líder parlamentario, para negociar una alianza. Esa sería la última maniobra política de Bismarck. Guillermo enfureció al conocer la visita de Windthorst. En un Estado parlamentario, el jefe de Gobierno depende de la confianza de la mayoría parlamentaria y tiene el derecho a formar coaliciones para lograr una mayoría para sus políticas. Sin embargo, en Alemania el canciller dependía solo de la confianza del emperador, y Guillermo creía que el emperador tenía el derecho a ser informado antes de la reunión de su ministro. Después de una acalorada discusión en la oficina de Bismarck, Guillermo, a quien Bismarck mostró una carta del zar Alejandro III que lo describía como un «chico maleducado», estalló y ordenó la anulación de la Orden Ministerial de 1851 que prohibía al Gabinete de Ministros informar directamente al rey y requería que se hiciera a través del ministro-presidente. Bismarck, forzado por primera vez a una situación que no podía utilizar a su favor, escribió una irritada carta de renuncia, que se publicó después de su muerte, denunciando la injerencia de Guillermo en la política exterior y doméstica. Bismarck se convirtió en la primera víctima de su propia creación, y cuando se dio cuenta, su despido era inminente.
Bismarck dimitió ante la insistencia de Guillermo II en 1890, a los 75 años, sustituido como canciller de Alemania y ministro-presidente de Prusia por Leo von Caprivi. Bismarck fue promovido al rango de «coronel general con la dignidad de mariscal de campo» (llamado así porque el ejército alemán no nombró mariscales de campo en tiempos de paz). Además, recibió el nuevo título de duque de Lauenburg, con el que ironizaba que «sería útil para viajar de incógnito». Pronto fue elegido por el Partido Liberal Nacional en el Reichstag para el escaño del viejo Bennigsen, y mantuvo, supuestamente, el de Hamburgo. Fue forzado a una segunda votación por su rival socialdemócrata, y en realidad nunca tomó posesión de su escaño. Molesto y resentido se retiró a sus tierras a Varzim, en la actual Polonia. Un mes después de que su mujer muriera, el 27 de noviembre de 1894, se trasladó a Friedrichsruh, cerca de Hamburgo, esperando en vano ser reclamado como asesor o consejero.
Bismarck pasó sus últimos años recopilando sus memorias Gedanken und Erinnerungen (Pensamientos y recuerdos), en las que critica y desacredita al emperador. Murió en 1898 con 83 años en Friedrichsruh, y allí está enterrado en el mausoleo de Bismarck.

## Honores
Condecoraciones alemanas
- Prusia:
  - Medalla del Salvamento, 13 de diciembre de 1842[88]
  - Gran Cruz del Águila Roja, con Hojas de Roble, 17 de marzo de 1863; con Corona, Cetro y Espadas, 1878[89]
  - Caballero del Águila Negra, 21 de noviembre de 1864; con Collar, 1865; en Diamantes, 1873[89]
  - Cruz de Caballero de la Real Orden de Hohenzollern, con Espadas, 1866; Cruz de Gran Comandante con Estrella, 28 de julio de 1866; en Diamantes, 1873[89]
  - Comandante de Honor de la Orden de San Juan, 1868[89]
  - Pour le Mérite, con Hojas de Roble, 1 de septiembre de 1884 (militar); 20 de enero de 1896 (civil)[90]
  - Cruz de Hierro, 2.ª y 1.ª Clases, 1870; con Hojas de Roble y Clip de Jubileo, 1895
  - Caballero de la Orden de Guillermo, con Collar, 1896
  - Medalla al Servicio en el Landwehr, 1.ª Clase
- Ducados de Ascania: Gran Cruz de Alberto el Oso, 20 de diciembre de 1862[91]
- Gran Ducado de Baden: Caballero de la Orden de la Fidelidad, 1869; con Collar Dorado en Diamantes, 1871[92]
- Reino de Baviera: Caballero de San Huberto, con Estrella en Diamantes, 1866[93]
- Ducado de Brunswick: Gran Cruz de Enrique el León, 1867[94]
- Ducados Ernestinos: Gran Cruz de la Orden de la Casa Ernestina de Sajonia, septiembre de 1866[95]
- Reino de Hannover: Gran Cruz de la Orden Real Güélfica, 1857[96]
- Hesse-Kassel: Caballero del León Dorado, 1 de julio de 1865[97]
- Hesse-Darmstadt:[98]
  - Gran Cruz de Felipe el Magnánimo, 7 de enero de1855
  - Gran Cruz de la Orden de Luis, 9 de marzo de 1871
- Mecklemburgo: Gran Cruz de la Corona Wéndica, con Corona Dorada
- Gran Ducado de Oldemburgo: Gran Cruz de la Orden de Pedro Federico Luis, con Corona Dorada, 24 de octubre de 1866; con Espadas, 31 de diciembre de 1870[99]
- Sajonia-Weimar-Eisenach: Gran Cruz del Halcón Blanco, en Diamantes, 3 de septiembre de 1866[100]
- Reino de Sajonia: Caballero de la Corona de Ruda, 1868; en Diamantes, 1885[101]
- Reino de Wurtemberg: Gran Cruz de la Corona de Wurtemberg, en Diamantes, 1871[102]

Condecoraciones extranjeras
- Imperio austríaco:[103]
  - Caballero de la Corona de Hierro, 1.ª Clase, 1853
  - Gran Cruz de San Esteban, 1864; en Diamantes, 1872
- Bélgica: Gran Cordón de la Orden de Leopoldo (civil), 25 de junio de 1863[104]
- Dinamarca: Gran Cruz de Dannebrog, 11 de junio de 1852[105]
- Imperio francés: Gran Cruz de la Legión de Honor, mayo de 1865[106]
- Reino de Grecia: Gran Cruz del Redentor
- Reino de Italia: Caballero de la Anunciación, 13 de enero de1867[107]
- Santa Sede: Caballero de la Suprema Orden de Cristo, en Diamantes, 31 de diciembre de 1885[108]
- Imperio del Japón: Gran Cordón de la Orden del Crisantemo, 17 de junio de 1882[109]
- Países Bajos: Gran Cruz del León Neerlandés
- Luxemburgo: Gran Cruz de la Corona de Roble
- Imperio otomano:
  - Orden de Osmanieh, 1.ª Clase en Diamantes
  - Medalla Imtiyaz Dorada en Diamantes
- Beylicato de Túnez: Orden de la Familia Husainid
- Imperio persa:
  - Orden del Sol y el León, 1.ª Clase
  - Orden del Retrato de Augusto, en Diamantes
- Reino de Portugal: Gran Cruz de la Torre y la Espada
- Reino de Rumanía: Gran Cruz de la Estrella de Rumania
- Imperio ruso:
  - Caballero de San Andrés, en Diamantes
  - Caballero de San Alejandro Nevski
  - Caballero de Santa Ana, 1.ª Clase
  - Caballero de San Estanislao, 1.ª Clase
  - Caballero del Águila Blanca
- San Marino: Gran Cruz de San Marino
- Reino de Serbia: Gran Cruz del Águila Blanca
- Siam: Gran Cruz del Elefante Blanco
- España: Caballero del Toisón de Oro, 6 de marzo de 1875[110]
- Suecia-Noruega: Caballero de los Serafines, 31 de mayo de 1875[111]
- Sultanato de Zanzíbar: Caballero de la Estrella Brillante de Zanzíbar, 1.ª Clase (Clase Principesca)